# Torneo Guard1anes 2020
El Torneo Guard1anes 2020 (también llamado Torneo Apertura 2020) fue la centésima cuarta edición del campeonato de liga de la Primera División del fútbol mexicano; se trató del 49.° torneo corto, luego del cambio en el formato de competencia, con el que se inicia la temporada 2020-2021. Este torneo presentó como novedad la desaparición de Monarcas Morelia, quien decidiera cambiar de sede a Mazatlán, conformando así un nuevo equipo llamado Mazatlán Fútbol Club, mismo que debutó en la Primera División como la franquicia número sesenta en la historia del fútbol mexicano.

## Sistema de competición
El torneo de la Liga BBVA MX, está conformado en dos partes:
- Fase de calificación: Se integra por las 17 jornadas del torneo.
- Fase final: Se integra por los partidos de reclasificación, cuartos de final, semifinal y final, más conocida como liguilla.

### Fase de clasificación
En la fase de clasificación se observó el sistema de puntos. La ubicación en la tabla general, está sujeta a las siguientes condiciones:
- Por juego ganado se obtendrán tres puntos.
- Por juego empatado se obtendrá un punto.
- Por juego perdido no se otorgan puntos.

En esta fase participan los 18 clubes de la Liga BBVA MX jugando en cada torneo todos contra todos durante las 17 jornadas respectivas, a un solo partido.
El orden de los clubes al final de la fase de calificación del torneo corresponderá a la suma de los puntos obtenidos por cada uno de ellos y se presentará en forma descendente. Si al finalizar las 17 jornadas del torneo, dos o más clubes estuviesen empatados en puntos, su posición en la tabla general será determinada atendiendo a los siguientes criterios de desempate:
1. Mejor diferencia entre los goles anotados y recibidos y goles.
2. Mayor número de goles anotados.
3. Marcadores particulares entre los clubes empatados.
4. Mayor número de goles anotados como visitante.
5. Mejor ubicado en la tabla general de cociente.
6. Tabla Fair Play.
7. Sorteo.

Para determinar los lugares que ocuparán los clubes que participen en la fase final del torneo se tomará como base la tabla general de clasificación.
Participan automáticamente por el título de Campeón de la Liga BBVA MX, los 12 primeros clubes de la tabla general de clasificación al término de las 17 jornadas.

### Fase final
Previo a la ronda de cuartos de final, habrá una fase de reclasificación en la que participarán los clubes ubicados entre las posiciones 5 y 12 de la tabla general. Jugarán el 5 vs. el 12, el 6 vs. el 11, 7 vs. 10 y 8 vs 9. Las eliminatorias se jugarán a un partido, en el estadio del club mejor ubicado en la tabla general. Los 4 clubes ganadores se reubicarán en los lugares del 5 al 8, según su posición en la tabla, para jugar la etapa de cuartos de final. Los equipos ubicados entre los lugares 1 y 4 de la tabla general del torneo regular clasificarán de manera directa a la misma fase.
Los ocho clubes calificados para cuartos de final serán reubicados de acuerdo con el lugar que ocupen en la tabla General al término de la jornada 17, con el puesto del número uno al club mejor clasificado, y así hasta el número 8. Los partidos a esta fase se desarrollarán a visita, en las siguientes etapas:
Los clubes vencedores en los partidos de cuartos de final y semifinal serán aquellos que en los dos juegos anoten el mayor número de goles. De existir empate en el número de goles anotados, la posición se definirá a favor del club con mayor cantidad de goles a favor cuando actúe como visitante. Aplicarán las mismas normativas para el orden de enfrentamientos la ronda de semifinales y final.
Si una vez aplicado el criterio anterior los clubes siguieran empatados, se observará la posición de los clubes en la tabla general de clasificación.
Los partidos correspondientes a las fases de visita recíproca se jugarán obligatoriamente los días miércoles y sábado, y jueves y domingo eligiendo, en su caso, exclusivamente en forma descendente, los cuatro clubes mejor clasificados en la tabla general al término de la jornada 17, el día y horario de su partido como local. Los siguientes cuatro clubes podrán elegir únicamente el horario.
El club vencedor de la final y por lo tanto Campeón, será aquel que en los dos partidos anote el mayor número de goles. Si al término del tiempo reglamentario el partido está empatado, se agregarán dos tiempos extras de 15 minutos cada uno. De persistir el empate en estos periodos, se procederá a lanzar tiros penales hasta que resulte un vencedor.
Los partidos de cuartos de final se jugarán de la siguiente manera:
1.º vs 8.º

2.º vs 7.º

3.º vs 6.º

4.º vs 5.º
En las semifinales participarán los cuatro clubes vencedores de cuartos de final, reubicándolos del uno al cuatro, de acuerdo a su mejor posición en la Tabla general de clasificación al término de la jornada 17 del torneo correspondiente, enfrentándose:
1.º vs 4.º

2.º vs 3.º
Disputarán el título de Campeón del Torneo de Apertura 2020, los dos clubes vencedores de la fase semifinal correspondiente, reubicándolos del uno al dos, de acuerdo a su mejor posición en la tabla general de clasificación al término de la jornada 17 de cada Torneo.

## Equipos participantes

### Información de los equipos participantes
| Equipo               | Entrenador                       | Ciudad                           | Estadio                | Capacidad | Fundación       | Patrocinador       | Kit          |
| -------------------- | -------------------------------- | -------------------------------- | ---------------------- | --------- | --------------- | ------------------ | ------------ |
| América              | Miguel Herrera                   | Ciudad de México                 | Azteca                 | 87 000    | 1916 (108 años) | AT&T               | Nike         |
| Atlas                | Diego Cocca                      | Guadalajara, Jalisco             | Jalisco                | 56 713    | 1916 (108 años) | Banco Azteca       | Charly       |
| Atlético de San Luis | Luis Francisco García (Interino) | San Luis Potosí, San Luis Potosí | Alfonso Lastras        | 30 000    | 2013 (11 años)  | Canel's            | Pirma        |
| Cruz Azul            | Robert Dante Siboldi             | Ciudad de México                 | Azteca                 | 87 000    | 1927 (97 años)  | Cemento Cruz Azul  | Joma         |
| Guadalajara          | Víctor Manuel Vucetich           | Guadalajara, Jalisco             | Akron                  | 49 850    | 1906 (119 años) | Caliente           | Puma         |
| Juárez               | Gabriel Caballero                | Ciudad Juárez, Chihuahua         | Olímpico Benito Juárez | 19 703    | 2015 (9 años)   | S-Mart             | Carrara      |
| León                 | Ignacio Ambriz                   | León de los Aldama, Guanajuato   | León                   | 31 297    | 1943 (81 años)  | Telcel             | Pirma        |
| Monterrey            | Antonio Mohamed                  | Monterrey, Nuevo León            | BBVA                   | 53 500    | 1945 (79 años)  | BBVA México        | Puma         |
| Mazatlán             | Tomás Boy                        | Mazatlán, Sinaloa                | Mazatlán               | 25 000    | 2020 (4 años)   | Caliente           | Pirma        |
| Necaxa               | José Guadalupe Cruz              | Aguascalientes, Aguascalientes   | Victoria               | 25 994    | 1923 (101 años) | Rolcar             | Pirma        |
| Pachuca              | Paulo Pezzolano                  | Pachuca de Soto, Hidalgo         | Hidalgo                | 30 000    | 1892 (132 años) | Cementos Fortaleza | Charly       |
| Puebla               | Juan Reynoso                     | Puebla de Zaragoza, Puebla       | Cuauhtémoc             | 51 726    | 1944 (81 años)  | AT&T               | Umbro        |
| Querétaro            | Héctor Altamirano                | Querétaro, Querétaro             | Corregidora            | 35 575    | 1950 (74 años)  | Banco Multiva      | Charly       |
| Santos               | Guillermo Almada                 | Torreón, Coahuila                | Corona                 | 30 000    | 1983 (41 años)  | Soriana            | Charly       |
| Tigres UANL          | Ricardo Ferretti                 | Monterrey, Nuevo León            | Universitario          | 41 615    | 1960 (65 años)  | Cemex              | Adidas       |
| Tijuana              | Pablo Guede                      | Tijuana, Baja California         | Caliente               | 27 333    | 2007 (18 años)  | Caliente           | Charly       |
| Toluca               | Carlos Adrián Morales            | Toluca, Estado de México         | Nemesio Díez           | 30 000    | 1917 (108 años) | Banamex            | Under Armour |
| UNAM                 | Andrés Lillini                   | Ciudad de México                 | Olímpico Universitario | 72 000    | 1954 (70 años)  | DHL                | Nike         |

- Datos actualizados al 30 de octubre de 2020.

### Cambios de entrenadores
| Equipo               | Entrenador (jornadas)                                                             |
| -------------------- | --------------------------------------------------------------------------------- |
| Guadalajara          | Luis Fernando Tena (1 - 3) Marcelo Michel Leaño (4) Víctor Manuel Vucetich (5 - ) |
| Atlas                | Rafael Puente Jr. (1 - 3) Rubén Duarte (4 - 5) Diego Cocca (6 - )                 |
| Necaxa               | Alfonso Sosa (1 - 8) José Guadalupe Cruz (9 - )                                   |
| Toluca               | José Manuel de la Torre (1 - 12) Carlos Adrián Morales (13 - 17)                  |
| Mazatlán             | Francisco Palencia (1 - 13) Tomás Boy (14 - )                                     |
| Querétaro            | Alex Diego (1 - 15) Héctor Altamirano (16 - )                                     |
| Atlético de San Luis | Guillermo Vázquez (1 - 16) Luis Francisco García (17) Interino                    |

### Equipos por Entidad Federativa
Para la temporada 2020-21, la entidad federativa de la República Mexicana con más equipos en la Primera División es la Ciudad de México con tres equipos. Catorce entidades estarán representados en el torneo.
| Entidad Federativa | N.º | Equipos                          |
| ------------------ | --- | -------------------------------- |
| Ciudad de México   | 3   | América, Cruz Azul, y Pumas UNAM |
| Jalisco            | 2   | Atlas y Guadalajara              |
| Nuevo León         | 2   | Monterrey y Tigres UANL          |
| Aguascalientes     | 1   | Necaxa                           |
| Baja California    | 1   | Tijuana                          |
| Chihuahua          | 1   | Juárez                           |
| Coahuila           | 1   | Santos                           |
| Estado de México   | 1   | Toluca                           |
| Guanajuato         | 1   | León                             |
| Hidalgo            | 1   | Pachuca                          |
| Puebla             | 1   | Puebla                           |
| Querétaro          | 1   | Querétaro                        |
| San Luis Potosí    | 1   | Atlético de San Luis             |
| Sinaloa            | 1   | Mazatlán                         |

## Torneo regular
- El Calendario completo según la página oficial.
- Los horarios son correspondientes al Tiempo del Centro de México (UTC-6 y UTC-5 en horario de verano).[12]

| Jornada 1            | Jornada 1 | Jornada 1     | Jornada 1               | Jornada 1   | Jornada 1 | Jornada 1    | Jornada 1  | Jornada 1 | Jornada 1 |
| Local                | Resultado | Visitante     | Estadio                 | Fecha       | Hora      | Espectadores | Amonestado | Expulsado |           |
| -------------------- | --------- | ------------- | ----------------------- | ----------- | --------- | ------------ | ---------- | --------- | --------- |
| Necaxa               | 0 - 3     | Tigres        | Victoria                | 24 de julio | 19:30     | 0            | 2          | 0         |           |
| Guadalajara          | 0 - 0     | León          | Akron                   | 25 de julio | 19:00     | 0            | 2          | 0         |           |
| Tijuana              | 3 - 1     | Atlas         | Caliente                | 25 de julio | 21:00     | 0            | 5          | 1         |           |
| Cruz Azul            | 2 - 0     | Santos Laguna | Olímpico Universitario  | 25 de julio | 21:00     | 0            | 2          | 2         |           |
| UNAM                 | 3 - 2     | Querétaro     | Olímpico Universitario  | 26 de julio | 12:00     | 0            | 0          | 2         |           |
| Atlético de San Luis | 1 - 1     | Juárez        | Alfonso Lastras Ramírez | 27 de julio | 18:00     | 0            | 5          | 0         |           |
| Pachuca              | 1 - 2     | América       | Hidalgo                 | 27 de julio | 20:00     | 0            | 5          | 2         |           |
| Mazatlán             | 1 - 4     | Puebla        | Mazatlán                | 27 de julio | 22:00     | 0            | 4          | 0         |           |
| Monterrey            | 3 - 1     | Toluca        | BBVA                    | 28 de julio | 19:00     | 0            | 5          | 0         |           |

| Jornada 2     | Jornada 2 | Jornada 2            | Jornada 2              | Jornada 2   | Jornada 2 | Jornada 2    | Jornada 2  | Jornada 2 | Jornada 2 |
| Local         | Resultado | Visitante            | Estadio                | Fecha       | Hora      | Espectadores | Amonestado | Expulsado |           |
| ------------- | --------- | -------------------- | ---------------------- | ----------- | --------- | ------------ | ---------- | --------- | --------- |
| Puebla        | 1 - 1     | Cruz Azul            | Cuauhtémoc             | 31 de julio | 19:30     | 0            | 4          | 1         |           |
| Juárez        | 1 - 0     | Necaxa               | Olímpico Benito Juárez | 31 de julio | 21:30     | 0            | 5          | 1         |           |
| Tigres        | 1 - 1     | Pachuca              | Universitario          | 1 de agosto | 19:00     | 0            | 7          | 0         |           |
| América       | 4 - 0     | Tijuana              | Olímpico Universitario | 1 de agosto | 21:00     | 0            | 6          | 0         |           |
| Toluca        | 3 - 2     | Atlético de San Luis | Nemesio Díez           | 2 de agosto | 12:00     | 0            | 8          | 0         |           |
| Querétaro     | 1 - 1     | Mazatlán             | Corregidora            | 2 de agosto | 17:00     | 0            | 5          | 0         |           |
| Santos Laguna | 2 - 0     | Guadalajara          | Corona                 | 2 de agosto | 19:06     | 0            | 4          | 1         |           |
| Atlas         | 1 - 2     | UNAM                 | Jalisco                | 3 de agosto | 19:00     | 0            | 5          | 0         |           |
| León          | 1 - 0     | Monterrey            | León                   | 3 de agosto | 21:00     | 0            | 3          | 0         |           |

| Jornada 3            | Jornada 3 | Jornada 3     | Jornada 3               | Jornada 3   | Jornada 3 | Jornada 3    | Jornada 3  | Jornada 3 | Jornada 3 |
| Local                | Resultado | Visitante     | Estadio                 | Fecha       | Hora      | Espectadores | Amonestado | Expulsado |           |
| -------------------- | --------- | ------------- | ----------------------- | ----------- | --------- | ------------ | ---------- | --------- | --------- |
| Pachuca              | 1 - 0     | Querétaro     | Hidalgo                 | 6 de agosto | 19:00     | 0            | 6          | 1         |           |
| Tijuana              | 0 - 0     | Tigres        | Caliente                | 6 de agosto | 21:06     | 0            | 6          | 0         |           |
| Necaxa               | 1 - 1     | América       | Victoria                | 7 de agosto | 19:30     | 0            | 7          | 0         |           |
| Mazatlán             | 2 - 1     | Toluca        | Mazatlán                | 7 de agosto | 21:30     | 0            | 2          | 1         |           |
| Cruz Azul            | 2 - 0     | León          | Olímpico Universitario  | 8 de agosto | 19:00     | 0            | 3          | 0         |           |
| Monterrey            | 2 - 2     | Santos Laguna | BBVA                    | 8 de agosto | 19:06     | 0            | 2          | 0         |           |
| Guadalajara          | 0 - 1     | Puebla        | Akron                   | 8 de agosto | 21:00     | 0            | 2          | 1         |           |
| UNAM                 | 1 - 1     | Juárez        | Olímpico Universitario  | 9 de agosto | 12:00     | 0            | 2          | 2         |           |
| Atlético de San Luis | 1 - 1     | Atlas         | Alfonso Lastras Ramírez | 9 de agosto | 19:00     | 0            | 6          | 0         |           |

| Jornada 4 | Jornada 4 | Jornada 4            | Jornada 4              | Jornada 4    | Jornada 4 | Jornada 4    | Jornada 4  | Jornada 4 | Jornada 4 |
| Local     | Resultado | Visitante            | Estadio                | Fecha        | Hora      | Espectadores | Amonestado | Expulsado |           |
| --------- | --------- | -------------------- | ---------------------- | ------------ | --------- | ------------ | ---------- | --------- | --------- |
| Necaxa    | 1 - 0     | Mazatlán             | Victoria               | 11 de agosto | 17:00     | 0            | 5          | 0         |           |
| Pachuca   | 0 - 1     | León                 | Hidalgo                | 11 de agosto | 19:00     | 0            | 6          | 2         |           |
| Tigres    | 2 - 1     | Puebla               | Universitario          | 11 de agosto | 21:00     | 0            | 2          | 1         |           |
| Querétaro | 1 - 0     | Cruz Azul            | Corregidora            | 12 de agosto | 17:00     | 0            | 3          | 0         |           |
| Juárez    | 0 - 2     | Guadalajara          | Olímpico Benito Juárez | 12 de agosto | 19:00     | 0            | 5          | 1         |           |
| UNAM      | 1 - 1     | Monterrey            | Olímpico Universitario | 12 de agosto | 21:00     | 0            | 7          | 0         |           |
| Tijuana   | 0 - 2     | Atlético de San Luis | Caliente               | 12 de agosto | 21:00     | 0            | 6          | 0         |           |
| Atlas     | 1 - 2     | Toluca               | Jalisco                | 13 de agosto | 19:00     | 0            | 6          | 0         |           |
| América   | 3 - 1     | Santos Laguna        | Olímpico Universitario | 13 de agosto | 21:00     | 0            | 3          | 1         |           |

| Jornada 5     | Jornada 5 | Jornada 5            | Jornada 5    | Jornada 5    | Jornada 5 | Jornada 5    | Jornada 5  | Jornada 5 | Jornada 5 |
| Local         | Resultado | Visitante            | Estadio      | Fecha        | Hora      | Espectadores | Amonestado | Expulsado |           |
| ------------- | --------- | -------------------- | ------------ | ------------ | --------- | ------------ | ---------- | --------- | --------- |
| Puebla        | 0 - 1     | Pachuca              | Cuauhtémoc   | 14 de agosto | 21:30     | 0            | 2          | 0         |           |
| Guadalajara   | 2 - 1     | Atlético de San Luis | Akron        | 15 de agosto | 17:00     | 0            | 4          | 1         |           |
| Cruz Azul     | 3 - 2     | Juárez               | Azteca       | 15 de agosto | 19:00     | 0            | 6          | 0         |           |
| Mazatlán      | 0 - 0     | UNAM                 | Mazatlán     | 15 de agosto | 21:00     | 0            | 6          | 0         |           |
| Monterrey     | 1 - 1     | Necaxa               | BBVA         | 15 de agosto | 21:06     | 0            | 4          | 0         |           |
| Toluca        | 3 - 2     | Tigres               | Nemesio Díez | 16 de agosto | 12:00     | 0            | 5          | 0         |           |
| Santos Laguna | 0 - 0     | Atlas                | Corona       | 16 de agosto | 19:06     | 0            | 2          | 1         |           |
| Querétaro     | 4 - 1     | América              | Corregidora  | 16 de agosto | 21:00     | 0            | 4          | 1         |           |
| León          | 2 - 1     | Tijuana              | León         | 17 de agosto | 21:00     | 0            | 4          | 0         |           |

| Jornada 6            | Jornada 6 | Jornada 6     | Jornada 6               | Jornada 6    | Jornada 6 | Jornada 6    | Jornada 6  | Jornada 6 | Jornada 6 |
| Local                | Resultado | Visitante     | Estadio                 | Fecha        | Hora      | Espectadores | Amonestado | Expulsado |           |
| -------------------- | --------- | ------------- | ----------------------- | ------------ | --------- | ------------ | ---------- | --------- | --------- |
| Necaxa               | 2 - 1     | Santos Laguna | Victoria                | 21 de agosto | 19:30     | 0            | 3          | 0         |           |
| Juárez               | 0 - 0     | León          | Olímpico Benito Juárez  | 21 de agosto | 21:30     | 0            | 5          | 1         |           |
| Atlas                | 1 - 0     | Querétaro     | Jalisco                 | 22 de agosto | 17:00     | 0            | 8          | 0         |           |
| Tigres               | 1 - 1     | UNAM          | Universitario           | 22 de agosto | 19:00     | 0            | 5          | 0         |           |
| América              | 1 - 3     | Monterrey     | Azteca                  | 22 de agosto | 21:00     | 0            | 0          | 3         |           |
| Toluca               | 1 - 0     | Guadalajara   | Nemesio Díez            | 23 de agosto | 17:30     | 0            | 5          | 0         |           |
| Atlético de San Luis | 1 - 3     | Cruz Azul     | Alfonso Lastras Ramírez | 23 de agosto | 19:35     | 0            | 3          | 0         |           |
| Tijuana              | 1 - 0     | Puebla        | Caliente                | 23 de agosto | 21:06     | 0            | 6          | 2         |           |
| Pachuca              | 4 - 3     | Mazatlán      | Hidalgo                 | 24 de agosto | 21:05     | 0            | 6          | 1         |           |

| Jornada 7            | Jornada 7 | Jornada 7 | Jornada 7               | Jornada 7    | Jornada 7 | Jornada 7    | Jornada 7  | Jornada 7 | Jornada 7 |
| Local                | Resultado | Visitante | Estadio                 | Fecha        | Hora      | Espectadores | Amonestado | Expulsado |           |
| -------------------- | --------- | --------- | ----------------------- | ------------ | --------- | ------------ | ---------- | --------- | --------- |
| Puebla               | 4 - 1     | Toluca    | Cuauhtémoc              | 28 de agosto | 19:30     | 0            | 3          | 0         |           |
| Mazatlán             | 1 - 1     | Tigres    | Mazatlán                | 28 de agosto | 21:30     | 0            | 3          | 0         |           |
| Atlético de San Luis | 1 - 2     | América   | Alfonso Lastras Ramírez | 29 de agosto | 19:00     | 0            | 3          | 0         |           |
| Guadalajara          | 0 - 0     | Pachuca   | Akron                   | 29 de agosto | 19:00     | 0            | 6          | 0         |           |
| Cruz Azul            | 3 - 0     | Necaxa    | Azteca                  | 29 de agosto | 21:00     | 0            | 3          | 0         |           |
| UNAM                 | 3 - 0     | Tijuana   | Olímpico Universitario  | 30 de agosto | 12:00     | 0            | 7          | 0         |           |
| Santos Laguna        | 2 - 1     | Querétaro | Corona                  | 30 de agosto | 19:06     | 0            | 4          | 0         |           |
| Monterrey            | 2 - 1     | Juárez    | BBVA                    | 30 de agosto | 21:06     | 0            | 2          | 0         |           |
| León                 | 2 - 1     | Atlas     | León                    | 31 de agosto | 21:05     | 0            | 6          | 1         |           |

| Jornada 8 | Jornada 8 | Jornada 8            | Jornada 8              | Jornada 8       | Jornada 8 | Jornada 8    | Jornada 8  | Jornada 8 | Jornada 8 |
| Local     | Resultado | Visitante            | Estadio                | Fecha           | Hora      | Espectadores | Amonestado | Expulsado |           |
| --------- | --------- | -------------------- | ---------------------- | --------------- | --------- | ------------ | ---------- | --------- | --------- |
| América   | 3 - 1     | Mazatlán             | Azteca                 | 2 de septiembre | 20:00     | 0            | 3          | 0         |           |
| Querétaro | 4 - 1     | Toluca               | Corregidora            | 3 de septiembre | 19:00     | 0            | 4          | 0         |           |
| Pachuca   | 3 - 1     | Atlético de San Luis | Hidalgo                | 3 de septiembre | 21:00     | 0            | 3          | 0         |           |
| Necaxa    | 0 - 2     | León                 | Victoria               | 4 de septiembre | 19:30     | 0            | 4          | 1         |           |
| Tijuana   | 2 - 1     | Monterrey            | Caliente               | 4 de septiembre | 21:06     | 0            | 1          | 0         |           |
| Juárez    | 1 - 1     | Santos Laguna        | Olímpico Benito Juárez | 4 de septiembre | 21:30     | 0            | 4          | 0         |           |
| UNAM      | 4 - 1     | Puebla               | Olímpico Universitario | 5 de septiembre | 17:00     | 0            | 5          | 0         |           |
| Atlas     | 1 - 0     | Cruz Azul            | Jalisco                | 5 de septiembre | 19:00     | 0            | 4          | 0         |           |
| Tigres    | 1 - 3     | Guadalajara          | Universitario          | 5 de septiembre | 21:00     | 0            | 3          | 2         |           |

| Jornada 9            | Jornada 9 | Jornada 9 | Jornada 9               | Jornada 9       | Jornada 9 | Jornada 9    | Jornada 9  | Jornada 9 | Jornada 9 |
| Local                | Resultado | Visitante | Estadio                 | Fecha           | Hora      | Espectadores | Amonestado | Expulsado |           |
| -------------------- | --------- | --------- | ----------------------- | --------------- | --------- | ------------ | ---------- | --------- | --------- |
| Atlético de San Luis | 2 - 1     | Necaxa    | Alfonso Lastras Ramírez | 8 de septiembre | 17:00     | 0            | 5          | 0         |           |
| Toluca               | 0 - 1     | Juárez    | Nemesio Díez            | 8 de septiembre | 19:00     | 0            | 3          | 0         |           |
| Monterrey            | 1 - 1     | Atlas     | BBVA                    | 8 de septiembre | 19:06     | 0            | 5          | 0         |           |
| Guadalajara          | 1 - 1     | Querétaro | Akron                   | 8 de septiembre | 21:00     | 0            | 4          | 1         |           |
| Puebla               | 2 - 3     | América   | Cuauhtémoc              | 8 de septiembre | 21:00     | 0            | 1          | 0         |           |
| León                 | 1 - 1     | Tigres    | León                    | 9 de septiembre | 17:00     | 0            | 2          | 1         |           |
| Cruz Azul            | 1 - 0     | Pachuca   | Azteca                  | 9 de septiembre | 19:00     | 0            | 3          | 0         |           |
| Mazatlán             | 1 - 0     | Tijuana   | Mazatlán                | 9 de septiembre | 21:00     | 0            | 6          | 2         |           |
| Santos Laguna        | 1 - 2     | UNAM      | Corona                  | 9 de septiembre | 21:06     | 0            | 5          | 0         |           |

| Jornada 10 | Jornada 10 | Jornada 10           | Jornada 10             | Jornada 10       | Jornada 10 | Jornada 10   | Jornada 10 | Jornada 10 | Jornada 10 |
| Local      | Resultado  | Visitante            | Estadio                | Fecha            | Hora       | Espectadores | Amonestado | Expulsado  |            |
| ---------- | ---------- | -------------------- | ---------------------- | ---------------- | ---------- | ------------ | ---------- | ---------- | ---------- |
| Necaxa     | 1 - 2      | Guadalajara          | Victoria               | 11 de septiembre | 19:30      | 0            | 2          | 1          |            |
| Juárez     | 1 - 0      | Puebla               | Olímpico Benito Juárez | 11 de septiembre | 21:30      | 0            | 6          | 0          |            |
| Atlas      | 1 - 1      | Mazatlán             | Jalisco                | 12 de septiembre | 17:00      | 0            | 4          | 0          |            |
| Tigres     | 2 - 0      | Santos Laguna        | Universitario          | 12 de septiembre | 19:00      | 0            | 5          | 0          |            |
| América    | 1 - 1      | Toluca               | Azteca                 | 12 de septiembre | 21:00      | 0            | 4          | 0          |            |
| UNAM       | 3 - 0      | Atlético de San Luis | Olímpico Universitario | 13 de septiembre | 12:00      | 0            | 1          | 0          |            |
| Querétaro  | 2 - 3      | León                 | Corregidora            | 13 de septiembre | 19:00      | 0            | 3          | 0          |            |
| Tijuana    | 1 - 2      | Cruz Azul            | Caliente               | 13 de septiembre | 21:06      | 0            | 2          | 0          |            |
| Pachuca    | 1 - 1      | Monterrey            | Hidalgo                | 14 de septiembre | 21:00      | 0            | 3          | 2          |            |

| Jornada 11           | Jornada 11 | Jornada 11    | Jornada 11              | Jornada 11       | Jornada 11 | Jornada 11   | Jornada 11 | Jornada 11 | Jornada 11 |
| Local                | Resultado  | Visitante     | Estadio                 | Fecha            | Hora       | Espectadores | Amonestado | Expulsado  |            |
| -------------------- | ---------- | ------------- | ----------------------- | ---------------- | ---------- | ------------ | ---------- | ---------- | ---------- |
| Necaxa               | 0 - 1      | Puebla        | Victoria                | 18 de septiembre | 19:30      | 0            | 5          | 0          |            |
| Mazatlán             | 2 - 3      | Cruz Azul     | Mazatlán                | 18 de septiembre | 21:30      | 0            | 5          | 0          |            |
| Atlas                | 0 - 1      | Pachuca       | Jalisco                 | 19 de septiembre | 17:00      | 0            | 4          | 1          |            |
| Tigres               | 3 - 0      | Querétaro     | Universitario           | 19 de septiembre | 19:00      | 0            | 1          | 1          |            |
| América              | 1 - 0      | Guadalajara   | Azteca                  | 19 de septiembre | 21:00      | 0            | 8          | 0          |            |
| Toluca               | 1 - 2      | Santos Laguna | Nemesio Díez            | 20 de septiembre | 12:00      | 0            | 3          | 0          |            |
| Atlético de San Luis | 1 - 2      | Monterrey     | Alfonso Lastras Ramírez | 20 de septiembre | 19:00      | 0            | 6          | 1          |            |
| León                 | 2 - 0      | UNAM          | León                    | 21 de septiembre | 21:00      | 0            | 0          | 1          |            |
| Tijuana              | 2 - 1      | Juárez        | Caliente                | 30 de septiembre | 19:06      | 0            | 3          | 1          |            |

| Jornada 12           | Jornada 12 | Jornada 12 | Jornada 12              | Jornada 12       | Jornada 12 | Jornada 12   | Jornada 12 | Jornada 12 | Jornada 12 |
| Local                | Resultado  | Visitante  | Estadio                 | Fecha            | Hora       | Espectadores | Amonestado | Expulsado  |            |
| -------------------- | ---------- | ---------- | ----------------------- | ---------------- | ---------- | ------------ | ---------- | ---------- | ---------- |
| Pachuca              | 0 - 0      | Toluca     | Hidalgo                 | 24 de septiembre | 21:00      | 0            | 3          | 0          |            |
| Puebla               | 3 - 3      | Querétaro  | Cuauhtémoc              | 25 de septiembre | 19:30      | 0            | 1          | 0          |            |
| Juárez               | 0 - 1      | Atlas      | Olímpico Benito Juárez  | 25 de septiembre | 21:30      | 0            | 3          | 0          |            |
| Guadalajara          | 2 - 1      | Mazatlán   | Akron                   | 26 de septiembre | 17:00      | 0            | 1          | 1          |            |
| UNAM                 | 1 - 1      | Necaxa     | Olímpico Universitario  | 26 de septiembre | 19:00      | 0            | 6          | 1          |            |
| Monterrey            | 0 - 2      | Tigres     | BBVA                    | 26 de septiembre | 21:00      | 0            | 2          | 0          |            |
| Atlético de San Luis | 0 - 2      | León       | Alfonso Lastras Ramírez | 27 de septiembre | 17:00      | 0            | 1          | 1          |            |
| Cruz Azul            | 0 - 0      | América    | Azteca                  | 27 de septiembre | 20:45      | 0            | 3          | 0          |            |
| Santos Laguna        | 2 - 0      | Tijuana    | Corona                  | 11 de octubre    | 19:06      | 0            | 1          | 0          |            |

| Jornada 13 | Jornada 13 | Jornada 13           | Jornada 13             | Jornada 13   | Jornada 13 | Jornada 13   | Jornada 13 | Jornada 13 | Jornada 13 |
| Local      | Resultado  | Visitante            | Estadio                | Fecha        | Hora       | Espectadores | Amonestado | Expulsado  |            |
| ---------- | ---------- | -------------------- | ---------------------- | ------------ | ---------- | ------------ | ---------- | ---------- | ---------- |
| Puebla     | 0 - 2      | Santos Laguna        | Cuauhtémoc             | 2 de octubre | 19:30      | 0            | 3          | 0          |            |
| León       | 2 - 1      | Mazatlán             | León                   | 2 de octubre | 21:30      | 0            | 7          | 0          |            |
| Atlas      | 0 - 1      | Necaxa               | Jalisco                | 3 de octubre | 17:00      | 0            | 5          | 0          |            |
| Tigres     | 3 - 0      | Atlético de San Luis | Universitario          | 3 de octubre | 19:00      | 0            | 4          | 1          |            |
| América    | 2 - 2      | UNAM                 | Azteca                 | 3 de octubre | 21:00      | 0            | 4          | 1          |            |
| Toluca     | 2 - 0      | Cruz Azul            | Nemesio Díez           | 4 de octubre | 12:00      | 0            | 0          | 0          |            |
| Juárez     | 1 - 1      | Pachuca              | Olímpico Benito Juárez | 4 de octubre | 17:00      | 0            | 1          | 0          |            |
| Querétaro  | 1 - 2      | Monterrey            | Corregidora            | 4 de octubre | 19:00      | 0            | 0          | 0          |            |
| Tijuana    | 0 - 0      | Guadalajara          | Caliente               | 4 de octubre | 21:06      | 0            | 1          | 0          |            |

| Jornada 14           | Jornada 14 | Jornada 14 | Jornada 14              | Jornada 14    | Jornada 14 | Jornada 14   | Jornada 14 | Jornada 14 | Jornada 14 |
| Local                | Resultado  | Visitante  | Estadio                 | Fecha         | Hora       | Espectadores | Amonestado | Expulsado  |            |
| -------------------- | ---------- | ---------- | ----------------------- | ------------- | ---------- | ------------ | ---------- | ---------- | ---------- |
| Atlético de San Luis | 2 - 1      | Querétaro  | Alfonso Lastras Ramírez | 15 de octubre | 21:00      | 0            | 7          | 0          |            |
| Necaxa               | 2 - 0      | Tijuana    | Victoria                | 16 de octubre | 19:30      | 5 047        | 5          | 0          |            |
| Mazatlán             | 3 - 2      | Juárez     | Mazatlán                | 16 de octubre | 21:30      | 6 000        | 5          | 0          |            |
| Monterrey            | 3 - 1      | Puebla     | BBVA                    | 17 de octubre | 17:06      | 0            | 2          | 0          |            |
| Guadalajara          | 3 - 2      | Atlas      | Akron                   | 17 de octubre | 19:00      | 0            | 2          | 0          |            |
| Cruz Azul            | 0 - 2      | Tigres     | Azteca                  | 17 de octubre | 21:00      | 0            | 7          | 0          |            |
| UNAM                 | 1 - 0      | Toluca     | Olímpico Universitario  | 18 de octubre | 12:00      | 0            | 4          | 0          |            |
| Santos Laguna        | 1 - 1      | Pachuca    | Corona                  | 18 de octubre | 19:06      | 0            | 3          | 0          |            |
| León                 | 3 - 2      | América    | Victoria                | 19 de octubre | 21:05      | 0            | 6          | 0          |            |

| Jornada 15    | Jornada 15 | Jornada 15           | Jornada 15    | Jornada 15    | Jornada 15 | Jornada 15   | Jornada 15 | Jornada 15 | Jornada 15 |
| Local         | Resultado  | Visitante            | Estadio       | Fecha         | Hora       | Espectadores | Amonestado | Expulsado  |            |
| ------------- | ---------- | -------------------- | ------------- | ------------- | ---------- | ------------ | ---------- | ---------- | ---------- |
| Puebla        | 1 - 2      | León                 | Cuauhtémoc    | 23 de octubre | 19:30      | 0            | 3          | 1          |            |
| Querétaro     | 0 - 1      | Necaxa               | Corregidora   | 24 de octubre | 17:00      | 0            | 5          | 1          |            |
| Tigres        | 1 - 1      | Juárez               | Universitario | 24 de octubre | 19:00      | 0            | 5          | 0          |            |
| América       | 1 - 0      | Atlas                | Azteca        | 24 de octubre | 21:00      | 0            | 6          | 0          |            |
| Mazatlán      | 1 - 2      | Monterrey            | Mazatlán      | 24 de octubre | 21:00      | 6 019        | 6          | 0          |            |
| Toluca        | 2 - 0      | Tijuana              | Nemesio Díez  | 25 de octubre | 12:00      | 0            | 0          | 0          |            |
| Guadalajara   | 0 - 2      | Cruz Azul            | Akron         | 25 de octubre | 17:30      | 0            | 4          | 0          |            |
| Santos Laguna | 2 - 1      | Atlético de San Luis | Corona        | 25 de octubre | 19:06      | 0            | 4          | 0          |            |
| Pachuca       | 1 - 1      | UNAM                 | Hidalgo       | 26 de octubre | 21:00      | 0            | 5          | 0          |            |

| Jornada 16           | Jornada 16 | Jornada 16    | Jornada 16              | Jornada 16     | Jornada 16 | Jornada 16   | Jornada 16 | Jornada 16 | Jornada 16 |
| Local                | Resultado  | Visitante     | Estadio                 | Fecha          | Hora       | Espectadores | Amonestado | Expulsado  |            |
| -------------------- | ---------- | ------------- | ----------------------- | -------------- | ---------- | ------------ | ---------- | ---------- | ---------- |
| Atlético de San Luis | 0 - 5      | Mazatlán      | Alfonso Lastras Ramírez | 29 de octubre  | 21:00      | 0            | 3          | 0          |            |
| Necaxa               | 3 - 2      | Toluca        | Victoria                | 30 de octubre  | 19:30      | 0            | 8          | 0          |            |
| Tijuana              | 0 - 2      | Pachuca       | Caliente                | 30 de octubre  | 21:06      | 0            | 3          | 0          |            |
| Juárez               | 1 - 0      | Querétaro     | Olímpico Benito Juárez  | 30 de octubre  | 21:30      | 0            | 3          | 1          |            |
| Atlas                | 0 - 1      | Puebla        | Jalisco                 | 31 de octubre  | 17:00      | 0            | 3          | 0          |            |
| UNAM                 | 2 - 2      | Guadalajara   | Olímpico Universitario  | 31 de octubre  | 19:00      | 0            | 4          | 1          |            |
| Monterrey            | 1 - 0      | Cruz Azul     | BBVA                    | 31 de octubre  | 21:06      | 0            | 4          | 0          |            |
| América              | 3 - 1      | Tigres        | Azteca                  | 1 de noviembre | 17:30      | 0            | 5          | 0          |            |
| León                 | 2 - 1      | Santos Laguna | León                    | 2 de noviembre | 21:00      | 0            | 7          | 0          |            |

| Jornada 17    | Jornada 17 | Jornada 17           | Jornada 17             | Jornada 17     | Jornada 17 | Jornada 17   | Jornada 17 | Jornada 17 | Jornada 17 |
| Local         | Resultado  | Visitante            | Estadio                | Fecha          | Hora       | Espectadores | Amonestado | Expulsado  |            |
| ------------- | ---------- | -------------------- | ---------------------- | -------------- | ---------- | ------------ | ---------- | ---------- | ---------- |
| Puebla        | 1 - 0      | Atlético de San Luis | Cuauhtémoc             | 6 de noviembre | 19:30      | 0            | 3          | 0          |            |
| Juárez        | 1 - 1      | América              | Olímpico Benito Juárez | 6 de noviembre | 21:30      | 0            | 2          | 0          |            |
| Guadalajara   | 3 - 1      | Monterrey            | Akron                  | 7 de noviembre | 17:00      | 0            | 3          | 0          |            |
| Pachuca       | 0 - 1      | Necaxa               | Hidalgo                | 7 de noviembre | 17:00      | 0            | 5          | 0          |            |
| Tigres        | 1 - 1      | Atlas                | Universitario          | 7 de noviembre | 19:00      | 0            | 1          | 1          |            |
| Cruz Azul     | 1 - 2      | UNAM                 | Azteca                 | 7 de noviembre | 21:00      | 0            | 0          | 0          |            |
| Toluca        | 2 - 2      | León                 | Nemesio Díez           | 8 de noviembre | 12:00      | 0            | 3          | 1          |            |
| Santos Laguna | 4 - 0      | Mazatlán             | Corona                 | 8 de noviembre | 19:06      | 0            | 2          | 1          |            |
| Querétaro     | 2 - 2      | Tijuana              | Corregidora            | 8 de noviembre | 21:06      | 0            | 4          | 0          |            |

## Tabla general
| Pos. | Equipo               | Pts. | PJ | G  | E | P  | GF | GC | Dif. | Clasificación    |
| ---- | -------------------- | ---- | -- | -- | - | -- | -- | -- | ---- | ---------------- |
| 1    | León (C)             | 40   | 17 | 12 | 4 | 1  | 27 | 14 | +13  | Cuartos de final |
| 2    | Pumas UNAM           | 32   | 17 | 8  | 8 | 1  | 29 | 17 | +12  | Cuartos de final |
| 3    | América              | 32   | 17 | 9  | 5 | 3  | 31 | 22 | +9   | Cuartos de final |
| 4    | Cruz Azul            | 29   | 17 | 9  | 2 | 6  | 23 | 16 | +7   | Cuartos de final |
| 5    | Monterrey            | 29   | 17 | 8  | 5 | 4  | 26 | 21 | +5   | Reclasificación  |
| 6    | Tigres               | 28   | 17 | 7  | 7 | 3  | 27 | 16 | +11  | Reclasificación  |
| 7    | Guadalajara          | 26   | 17 | 7  | 5 | 5  | 20 | 17 | +3   | Reclasificación  |
| 8    | Santos               | 25   | 17 | 7  | 4 | 6  | 24 | 20 | +4   | Reclasificación  |
| 9    | Pachuca              | 25   | 17 | 6  | 7 | 4  | 18 | 14 | +4   | Reclasificación  |
| 10   | Necaxa               | 24   | 17 | 7  | 3 | 7  | 16 | 20 | −4   | Reclasificación  |
| 11   | Toluca               | 21   | 17 | 6  | 3 | 8  | 23 | 28 | −5   | Reclasificación  |
| 12   | Puebla               | 20   | 17 | 6  | 2 | 9  | 22 | 25 | −3   | Reclasificación  |
| 13   | Juárez               | 19   | 17 | 4  | 7 | 6  | 16 | 19 | −3   |                  |
| 14   | Mazatlán             | 16   | 17 | 4  | 4 | 9  | 24 | 31 | −7   |                  |
| 15   | Tijuana              | 15   | 17 | 4  | 3 | 10 | 12 | 27 | −15  |                  |
| 16   | Atlas                | 14   | 17 | 3  | 5 | 9  | 13 | 20 | −7   |                  |
| 17   | Querétaro            | 13   | 17 | 3  | 4 | 10 | 23 | 28 | −5   |                  |
| 18   | Atlético de San Luis | 11   | 17 | 3  | 2 | 12 | 16 | 35 | −19  |                  |

Actualizado a los partidos jugados el 8 de noviembre de 2020.
 Fuente: Torneo Guard1anes 2020

### Evolución de la Clasificación
Fecha de actualización: 8 de noviembre de 2020
| Equipo               | 1  | 2  | 3  | 4  | 5  | 6  | 7  | 8  | 9  | 10 | 11  | 12  | 13  | 14 | 15 | 16 | 17 |
| Equipo               |    |    |    |    |    |    |    |    |    |    |     |     |     |    |    |    |    |
| -------------------- | -- | -- | -- | -- | -- | -- | -- | -- | -- | -- | --- | --- | --- | -- | -- | -- | -- |
| León                 | 11 | 7  | 10 | 6  | 3  | 3  | 2  | 1  | 4  | 3  | 2   | 1   | 1   | 1  | 1  | 1  | 1  |
| UNAM                 | 6  | 2  | 4  | 3  | 4  | 5  | 3  | 2  | 1  | 1  | 4   | 4   | 4   | 2  | 3  | 3  | 2  |
| América              | 7  | 1  | 1  | 1  | 1  | 4  | 4  | 4  | 3  | 4  | 3   | 3   | 3   | 5  | 4  | 2  | 3  |
| Cruz Azul            | 5  | 5  | 3  | 5  | 2  | 1  | 1  | 3  | 2  | 2  | 1   | 2   | 2   | 4  | 2  | 4  | 4  |
| Monterrey            | 3  | 8  | 7  | 9  | 11 | 7  | 5  | 6  | 6  | 7  | 7   | 8   | 6   | 6  | 6  | 5  | 5  |
| Tigres               | 2  | 4  | 5  | 2  | 6  | 8  | 9  | 11 | 10 | 8  | 6   | 5   | 5   | 3  | 5  | 6  | 6  |
| Guadalajara          | 10 | 15 | 17 | 13 | 9  | 12 | 10 | 8  | 7  | 6  | 8   | 7   | 8   | 7  | 9  | 8  | 7  |
| Santos Laguna        | 16 | 9  | 8  | 14 | 14 | 16 | 11 | 13 | 14 | 16 | 12  | 15* | 9   | 9  | 8  | 9  | 8  |
| Pachuca              | 13 | 14 | 9  | 12 | 10 | 6  | 7  | 5  | 5  | 5  | 5   | 6   | 7   | 8  | 7  | 7  | 9  |
| Necaxa               | 18 | 18 | 18 | 16 | 16 | 9  | 12 | 15 | 18 | 18 | 17  | 16  | 16  | 11 | 11 | 10 | 10 |
| Toluca               | 15 | 10 | 13 | 7  | 5  | 2  | 6  | 7  | 8  | 10 | 11  | 10  | 10  | 10 | 10 | 11 | 11 |
| Puebla               | 1  | 3  | 2  | 4  | 8  | 11 | 8  | 10 | 11 | 12 | 9   | 9   | 11  | 12 | 13 | 13 | 12 |
| Juárez               | 9  | 6  | 6  | 10 | 13 | 14 | 15 | 16 | 12 | 9  | 10* | 12* | 12  | 13 | 12 | 12 | 13 |
| Mazatlán             | 17 | 16 | 11 | 15 | 15 | 18 | 16 | 17 | 16 | 14 | 15  | 16  | 17  | 16 | 16 | 14 | 14 |
| Tijuana              | 4  | 11 | 12 | 17 | 17 | 13 | 14 | 12 | 13 | 15 | 16* | 13* | 13* | 14 | 14 | 15 | 15 |
| Atlas                | 14 | 17 | 16 | 18 | 18 | 17 | 18 | 14 | 15 | 13 | 14  | 11  | 14  | 15 | 15 | 16 | 16 |
| Querétaro            | 12 | 13 | 15 | 11 | 7  | 10 | 13 | 9  | 9  | 11 | 13  | 14  | 15  | 17 | 17 | 17 | 17 |
| Atlético de San Luis | 8  | 12 | 14 | 8  | 12 | 15 | 17 | 18 | 17 | 17 | 17  | 18  | 18  | 18 | 18 | 18 | 18 |

(*) El equipo tuvo un partido pendiente hasta la jornada 12
(*) El equipo tuvo un partido pendiente hasta la jornada 13

## Tabla de cocientes
A partir de la temporada 2020-21 se suspendió el ascenso y descenso entre la Liga MX y la Liga de Expansión MX, sin embargo, la tabla de cocientes será utilizada para establecer los pagos de las multas que serán destinadas para el desarrollo de los clubes del circuito de plata. De acuerdo con el artículo 24 del reglamento de competencia se repartirá el pago de $MXN 240 millones entre los tres últimos posicionados en la tabla de cocientes de la siguiente manera: 120 millones el último lugar; 70 millones el penúltimo; y 50 millones serán pagados por el antepenúltimo equipo de la tabla. El equipo que finalice en el último lugar de la tabla iniciará la siguiente temporada con un cociente de cero. Debido la suspensión del torneo anterior por la pandemia de COVID-19, los partidos no celebrados en ese certamen contarán el doble de puntos en la tabla de cocientes de la temporada 2020-21.
 Fecha de actualización: 8 de noviembre de 2020
| Pos. | Equipo            | A18          | C19          | A19 | C20 | A20 | Puntos | A18J         | C19J         | A19J | C20J | A20J | Juegos | DG  | Cociente |
| ---- | ----------------- | ------------ | ------------ | --- | --- | --- | ------ | ------------ | ------------ | ---- | ---- | ---- | ------ | --- | -------- |
| 1    | León              | 18           | 41           | 33  | 26  | 40  | 158    | 17           | 17           | 18   | 13   | 17   | 82     | 58  | 1.9268   |
| 2    | América           | 33           | 29           | 31  | 21  | 32  | 146    | 17           | 17           | 18   | 12   | 17   | 81     | 45  | 1.8025   |
| 3    | Tigres            | 29           | 37           | 32  | 22  | 28  | 148    | 17           | 17           | 18   | 15   | 17   | 84     | 57  | 1.7619   |
| 4    | Cruz Azul         | 36           | 30           | 23  | 26  | 29  | 144    | 17           | 17           | 18   | 13   | 17   | 82     | 43  | 1.7349   |
| 5    | Santos            | 30           | 22           | 37  | 24  | 25  | 138    | 17           | 17           | 18   | 13   | 17   | 82     | 26  | 1.6829   |
| 6    | UNAM              | 30           | 17           | 23  | 31  | 32  | 133    | 17           | 17           | 18   | 16   | 17   | 85     | 17  | 1.5647   |
| 7    | Monterrey         | 30           | 30           | 27  | 9   | 29  | 125    | 17           | 17           | 18   | 12   | 17   | 81     | 20  | 1.5432   |
| 8    | Pachuca           | 24           | 28           | 25  | 16  | 25  | 118    | 17           | 17           | 18   | 14   | 17   | 83     | 23  | 1.4217   |
| 9    | Necaxa            | 14           | 29           | 31  | 14  | 24  | 112    | 17           | 17           | 18   | 14   | 17   | 83     | 5   | 1.3494   |
| 10   | Guadalajara       | 20           | 18           | 25  | 23  | 26  | 112    | 17           | 17           | 18   | 14   | 17   | 83     | -1  | 1.3494   |
| 11   | Toluca            | 26           | 25           | 17  | 16  | 21  | 105    | 17           | 17           | 18   | 14   | 17   | 84     | -7  | 1.2500   |
| 12   | Puebla            | 20           | 24           | 17  | 18  | 20  | 99     | 17           | 17           | 18   | 14   | 17   | 83     | -24 | 1.1928   |
| 13   | Querétaro         | 26           | 11           | 31  | 14  | 13  | 95     | 17           | 17           | 18   | 12   | 17   | 81     | -15 | 1.1728   |
| 14   | Mazatlán          | 25           | 13           | 27  | 15  | 16  | 96     | 17           | 17           | 18   | 13   | 17   | 82     | -16 | 1.1707   |
| 15   | Tijuana           | 17           | 18           | 24  | 12  | 15  | 96     | 17           | 17           | 18   | 14   | 17   | 83     | -37 | 1.1566   |
| 16   | Juárez            | 19           | 20           | 18  | 21  | 19  | 97     | 17           | 17           | 18   | 15   | 17   | 84     | -33 | 1.1548   |
| 17   | Atlético San Luis | 'Ascenso MX' | 'Ascenso MX' | 20  | 17  | 11  | 48     | 'Ascenso MX' | 'Ascenso MX' | 18   | 13   | 17   | 48     | -32 | 1.0000   |
| 18   | Atlas             | 11           | 19           | 21  | 13  | 14  | 78     | 17           | 17           | 18   | 13   | 17   | 82     | -46 | 0.9512   |

## Liguilla
|  | Reclasificación              | Reclasificación              | Reclasificación              |             |   | Cuartos de final                                                         | Cuartos de final                                                         | Cuartos de final                                                         | Cuartos de final                                                         | Cuartos de final                                                         |  |   | Semifinales                                                          | Semifinales                                                          | Semifinales                                                          | Semifinales                                                          | Semifinales                                                          |  |   | Final                                                          | Final                                                          | Final                                                          | Final                                                          | Final                                                          |  |
|  | 21 y 22 de noviembre de 2020 | 21 y 22 de noviembre de 2020 | 21 y 22 de noviembre de 2020 |             |   | 25 y 26 de noviembre de 2020 (ida) 28 y 29 de noviembre de 2020 (vuelta) | 25 y 26 de noviembre de 2020 (ida) 28 y 29 de noviembre de 2020 (vuelta) | 25 y 26 de noviembre de 2020 (ida) 28 y 29 de noviembre de 2020 (vuelta) | 25 y 26 de noviembre de 2020 (ida) 28 y 29 de noviembre de 2020 (vuelta) | 25 y 26 de noviembre de 2020 (ida) 28 y 29 de noviembre de 2020 (vuelta) |  |   | 2 y 3 de diciembre de 2020 (ida) 5 y 6 de diciembre de 2020 (vuelta) | 2 y 3 de diciembre de 2020 (ida) 5 y 6 de diciembre de 2020 (vuelta) | 2 y 3 de diciembre de 2020 (ida) 5 y 6 de diciembre de 2020 (vuelta) | 2 y 3 de diciembre de 2020 (ida) 5 y 6 de diciembre de 2020 (vuelta) | 2 y 3 de diciembre de 2020 (ida) 5 y 6 de diciembre de 2020 (vuelta) |  |   | 10 de diciembre de 2020 (ida) 13 de diciembre de 2020 (vuelta) | 10 de diciembre de 2020 (ida) 13 de diciembre de 2020 (vuelta) | 10 de diciembre de 2020 (ida) 13 de diciembre de 2020 (vuelta) | 10 de diciembre de 2020 (ida) 13 de diciembre de 2020 (vuelta) | 10 de diciembre de 2020 (ida) 13 de diciembre de 2020 (vuelta) |  |
|  |                              |                              |                              |             |   |                                                                          |                                                                          |                                                                          |                                                                          |                                                                          |  |   |                                                                      |                                                                      |                                                                      |                                                                      |                                                                      |  |   |                                                                |                                                                |                                                                |                                                                |                                                                |  |
|  |                              |                              |                              |             |   |                                                                          |                                                                          |                                                                          |                                                                          |                                                                          |  |   |                                                                      |                                                                      |                                                                      |                                                                      |                                                                      |  |   |                                                                |                                                                |                                                                |                                                                |                                                                |  |
|  |                              |                              |                              |             |   |                                                                          |                                                                          |                                                                          |                                                                          |                                                                          |  |   |                                                                      |                                                                      |                                                                      |                                                                      |                                                                      |  |   |                                                                |                                                                |                                                                |                                                                |                                                                |  |
|  |                              |                              |                              |             |   |                                                                          |                                                                          |                                                                          |                                                                          |                                                                          |  |   |                                                                      |                                                                      |                                                                      |                                                                      |                                                                      |  |   |                                                                |                                                                |                                                                |                                                                |                                                                |  |
|  |                              |                              |                              |             |   |                                                                          |                                                                          |                                                                          |                                                                          |                                                                          |  |   |                                                                      |                                                                      |                                                                      |                                                                      |                                                                      |  |   |                                                                |                                                                |                                                                |                                                                |                                                                |  |
|  |                              | 1                            | León                         | 1           | 2 | 3                                                                        |                                                                          |                                                                          |                                                                          |                                                                          |  |   |                                                                      |                                                                      |                                                                      |                                                                      |                                                                      |  |   |                                                                |                                                                |                                                                |                                                                |                                                                |  |
|  |                              |                              |                              | 1           | 2 | 3                                                                        |                                                                          |                                                                          |                                                                          |                                                                          |  |   |                                                                      |                                                                      |                                                                      |                                                                      |                                                                      |  |   |                                                                |                                                                |                                                                |                                                                |                                                                |  |
|  |                              |                              | 12                           | Puebla      | 2 | 0                                                                        | 2                                                                        |                                                                          |                                                                          |                                                                          |  |   |                                                                      |                                                                      |                                                                      |                                                                      |                                                                      |  |   |                                                                |                                                                |                                                                |                                                                |                                                                |  |
|  | 5                            | Monterrey                    | 12                           | Puebla      | 2 | 0                                                                        | 2                                                                        | 2 (2)                                                                    |                                                                          |                                                                          |  |   |                                                                      |                                                                      |                                                                      |                                                                      |                                                                      |  |   |                                                                |                                                                |                                                                |                                                                |                                                                |  |
|  | 5                            | Monterrey                    |                              |             |   |                                                                          |                                                                          |                                                                          |                                                                          |                                                                          |  |   |                                                                      |                                                                      |                                                                      |                                                                      |                                                                      |  |   |                                                                |                                                                |                                                                |                                                                |                                                                |  |
|  | 12                           | Puebla                       | 2 (4)                        |             |   |                                                                          |                                                                          |                                                                          |                                                                          |                                                                          |  |   |                                                                      |                                                                      |                                                                      |                                                                      |                                                                      |  |   |                                                                |                                                                |                                                                |                                                                |                                                                |  |
|  | 12                           | Puebla                       | 2 (4)                        |             |   |                                                                          |                                                                          |                                                                          |                                                                          |                                                                          |  | 1 | León                                                                 | 1                                                                    | 1                                                                    | 2                                                                    |                                                                      |  |   |                                                                |                                                                |                                                                |                                                                |                                                                |  |
|  |                              |                              |                              |             |   |                                                                          |                                                                          |                                                                          |                                                                          |                                                                          |  | 1 | León                                                                 | 1                                                                    | 1                                                                    | 2                                                                    |                                                                      |  |   |                                                                |                                                                |                                                                |                                                                |                                                                |  |
|  |                              |                              | 7                            | Guadalajara | 1 | 0                                                                        | 1                                                                        |                                                                          |                                                                          |                                                                          |  |   |                                                                      |                                                                      |                                                                      |                                                                      |                                                                      |  |   |                                                                |                                                                |                                                                |                                                                |                                                                |  |
|  |                              |                              | 7                            | Guadalajara | 1 | 0                                                                        | 1                                                                        |                                                                          |                                                                          |                                                                          |  |   |                                                                      |                                                                      |                                                                      |                                                                      |                                                                      |  |   |                                                                |                                                                |                                                                |                                                                |                                                                |  |
|  |                              |                              |                              |             |   |                                                                          |                                                                          |                                                                          |                                                                          |                                                                          |  |   |                                                                      |                                                                      |                                                                      |                                                                      |                                                                      |  |   |                                                                |                                                                |                                                                |                                                                |                                                                |  |
|  |                              |                              |                              |             |   |                                                                          |                                                                          |                                                                          |                                                                          |                                                                          |  |   |                                                                      |                                                                      |                                                                      |                                                                      |                                                                      |  |   |                                                                |                                                                |                                                                |                                                                |                                                                |  |
|  |                              | 3                            | América                      | 0           | 1 | 1                                                                        |                                                                          |                                                                          |                                                                          |                                                                          |  |   |                                                                      |                                                                      |                                                                      |                                                                      |                                                                      |  |   |                                                                |                                                                |                                                                |                                                                |                                                                |  |
|  |                              |                              |                              | 0           | 1 | 1                                                                        |                                                                          |                                                                          |                                                                          |                                                                          |  |   |                                                                      |                                                                      |                                                                      |                                                                      |                                                                      |  |   |                                                                |                                                                |                                                                |                                                                |                                                                |  |
|  |                              |                              | 7                            | Guadalajara | 1 | 2                                                                        | 3                                                                        |                                                                          |                                                                          |                                                                          |  |   |                                                                      |                                                                      |                                                                      |                                                                      |                                                                      |  |   |                                                                |                                                                |                                                                |                                                                |                                                                |  |
|  | 7                            | Guadalajara                  | 7                            | Guadalajara | 1 | 2                                                                        | 3                                                                        | 1                                                                        |                                                                          |                                                                          |  |   |                                                                      |                                                                      |                                                                      |                                                                      |                                                                      |  |   |                                                                |                                                                |                                                                |                                                                |                                                                |  |
|  | 7                            | Guadalajara                  |                              |             |   |                                                                          |                                                                          |                                                                          |                                                                          |                                                                          |  |   |                                                                      |                                                                      |                                                                      |                                                                      |                                                                      |  |   |                                                                |                                                                |                                                                |                                                                |                                                                |  |
|  | 10                           | Necaxa                       | 0                            |             |   |                                                                          |                                                                          |                                                                          |                                                                          |                                                                          |  |   |                                                                      |                                                                      |                                                                      |                                                                      |                                                                      |  |   |                                                                |                                                                |                                                                |                                                                |                                                                |  |
|  | 10                           | Necaxa                       | 0                            |             |   |                                                                          |                                                                          |                                                                          |                                                                          |                                                                          |  |   |                                                                      |                                                                      |                                                                      |                                                                      |                                                                      |  | 1 | León                                                           | 1                                                              | 2                                                              | 3                                                              |                                                                |  |
|  |                              |                              |                              |             |   |                                                                          |                                                                          |                                                                          |                                                                          |                                                                          |  |   |                                                                      |                                                                      |                                                                      |                                                                      |                                                                      |  | 1 | León                                                           | 1                                                              | 2                                                              | 3                                                              |                                                                |  |
|  |                              |                              | 2                            | UNAM        | 1 | 0                                                                        | 1                                                                        |                                                                          |                                                                          |                                                                          |  |   |                                                                      |                                                                      |                                                                      |                                                                      |                                                                      |  |   |                                                                |                                                                |                                                                |                                                                |                                                                |  |
|  |                              |                              | 2                            | UNAM        | 1 | 0                                                                        | 1                                                                        |                                                                          |                                                                          |                                                                          |  |   |                                                                      |                                                                      |                                                                      |                                                                      |                                                                      |  |   |                                                                |                                                                |                                                                |                                                                |                                                                |  |
|  |                              |                              |                              |             |   |                                                                          |                                                                          |                                                                          |                                                                          |                                                                          |  |   |                                                                      |                                                                      |                                                                      |                                                                      |                                                                      |  |   |                                                                |                                                                |                                                                |                                                                |                                                                |  |
|  |                              |                              |                              |             |   |                                                                          |                                                                          |                                                                          |                                                                          |                                                                          |  |   |                                                                      |                                                                      |                                                                      |                                                                      |                                                                      |  |   |                                                                |                                                                |                                                                |                                                                |                                                                |  |
|  |                              | 2                            | UNAM                         | 1           | 0 | 1                                                                        |                                                                          |                                                                          |                                                                          |                                                                          |  |   |                                                                      |                                                                      |                                                                      |                                                                      |                                                                      |  |   |                                                                |                                                                |                                                                |                                                                |                                                                |  |
|  |                              |                              |                              | 1           | 0 | 1                                                                        |                                                                          |                                                                          |                                                                          |                                                                          |  |   |                                                                      |                                                                      |                                                                      |                                                                      |                                                                      |  |   |                                                                |                                                                |                                                                |                                                                |                                                                |  |
|  |                              |                              | 9                            | Pachuca     | 0 | 0                                                                        | 0                                                                        |                                                                          |                                                                          |                                                                          |  |   |                                                                      |                                                                      |                                                                      |                                                                      |                                                                      |  |   |                                                                |                                                                |                                                                |                                                                |                                                                |  |
|  | 8                            | Santos                       | 9                            | Pachuca     | 0 | 0                                                                        | 0                                                                        | 0                                                                        |                                                                          |                                                                          |  |   |                                                                      |                                                                      |                                                                      |                                                                      |                                                                      |  |   |                                                                |                                                                |                                                                |                                                                |                                                                |  |
|  | 8                            | Santos                       |                              |             |   |                                                                          |                                                                          |                                                                          |                                                                          |                                                                          |  |   |                                                                      |                                                                      |                                                                      |                                                                      |                                                                      |  |   |                                                                |                                                                |                                                                |                                                                |                                                                |  |
|  | 9                            | Pachuca                      | 3                            |             |   |                                                                          |                                                                          |                                                                          |                                                                          |                                                                          |  |   |                                                                      |                                                                      |                                                                      |                                                                      |                                                                      |  |   |                                                                |                                                                |                                                                |                                                                |                                                                |  |
|  | 9                            | Pachuca                      | 3                            |             |   |                                                                          |                                                                          |                                                                          |                                                                          |                                                                          |  | 2 | UNAM (*)                                                             | 0                                                                    | 4                                                                    | 4                                                                    |                                                                      |  |   |                                                                |                                                                |                                                                |                                                                |                                                                |  |
|  |                              |                              |                              |             |   |                                                                          |                                                                          |                                                                          |                                                                          |                                                                          |  | 2 | UNAM (*)                                                             | 0                                                                    | 4                                                                    | 4                                                                    |                                                                      |  |   |                                                                |                                                                |                                                                |                                                                |                                                                |  |
|  |                              |                              | 4                            | Cruz Azul   | 4 | 0                                                                        | 4                                                                        |                                                                          |                                                                          |                                                                          |  |   |                                                                      |                                                                      |                                                                      |                                                                      |                                                                      |  |   |                                                                |                                                                |                                                                |                                                                |                                                                |  |
|  |                              |                              | 4                            | Cruz Azul   | 4 | 0                                                                        | 4                                                                        |                                                                          |                                                                          |                                                                          |  |   |                                                                      |                                                                      |                                                                      |                                                                      |                                                                      |  |   |                                                                |                                                                |                                                                |                                                                |                                                                |  |
|  |                              |                              |                              |             |   |                                                                          |                                                                          |                                                                          |                                                                          |                                                                          |  |   |                                                                      |                                                                      |                                                                      |                                                                      |                                                                      |  |   |                                                                |                                                                |                                                                |                                                                |                                                                |  |
|  |                              |                              |                              |             |   |                                                                          |                                                                          |                                                                          |                                                                          |                                                                          |  |   |                                                                      |                                                                      |                                                                      |                                                                      |                                                                      |  |   |                                                                |                                                                |                                                                |                                                                |                                                                |  |
|  |                              | 4                            | Cruz Azul                    | 3           | 0 | 3                                                                        |                                                                          |                                                                          |                                                                          |                                                                          |  |   |                                                                      |                                                                      |                                                                      |                                                                      |                                                                      |  |   |                                                                |                                                                |                                                                |                                                                |                                                                |  |
|  |                              |                              |                              | 3           | 0 | 3                                                                        |                                                                          |                                                                          |                                                                          |                                                                          |  |   |                                                                      |                                                                      |                                                                      |                                                                      |                                                                      |  |   |                                                                |                                                                |                                                                |                                                                |                                                                |  |
|  |                              |                              | 6                            | Tigres      | 1 | 1                                                                        | 2                                                                        |                                                                          |                                                                          |                                                                          |  |   |                                                                      |                                                                      |                                                                      |                                                                      |                                                                      |  |   |                                                                |                                                                |                                                                |                                                                |                                                                |  |
|  | 6                            | Tigres                       | 6                            | Tigres      | 1 | 1                                                                        | 2                                                                        | 2                                                                        |                                                                          |                                                                          |  |   |                                                                      |                                                                      |                                                                      |                                                                      |                                                                      |  |   |                                                                |                                                                |                                                                |                                                                |                                                                |  |
|  | 6                            | Tigres                       |                              |             |   |                                                                          |                                                                          |                                                                          |                                                                          |                                                                          |  |   |                                                                      |                                                                      |                                                                      |                                                                      |                                                                      |  |   |                                                                |                                                                |                                                                |                                                                |                                                                |  |
|  | 11                           | Toluca                       | 1                            |             |   |                                                                          |                                                                          |                                                                          |                                                                          |                                                                          |  |   |                                                                      |                                                                      |                                                                      |                                                                      |                                                                      |  |   |                                                                |                                                                |                                                                |                                                                |                                                                |  |
|  | 11                           | Toluca                       | 1                            |             |   |                                                                          |                                                                          |                                                                          |                                                                          |                                                                          |  |   |                                                                      |                                                                      |                                                                      |                                                                      |                                                                      |  |   |                                                                |                                                                |                                                                |                                                                |                                                                |  |
|  |                              |                              |                              |             |   |                                                                          |                                                                          |                                                                          |                                                                          |                                                                          |  |   |                                                                      |                                                                      |                                                                      |                                                                      |                                                                      |  |   |                                                                |                                                                |                                                                |                                                                |                                                                |  |

- Campeón y subcampeón clasifican a la Liga de Campeones de la Concacaf 2022

(*) Avanza por su posición de la tabla

### Reclasificación

#### Monterrey - Puebla
| 22 de noviembre de 2020              | Monterrey                                     | 2:2 (1:0) (2:4 p.)         | Puebla                                                      | Estadio BBVA, Guadalupe                                          |                                                                  |
| 21:10 (UTC -6)                       | N. Sánchez 42' · V. Janssen 49'               | Reporte                    | 61' O. Martínez · 89' S. Ormeño                             | Asistencia: 0 espectadores Árbitro(s): Fernando Guerrero Ramírez | Asistencia: 0 espectadores Árbitro(s): Fernando Guerrero Ramírez |
|                                      |                                               | Tiros desde el punto penal |                                                             |                                                                  |                                                                  |
|                                      | D. Pabón · Sánchez · R. Funes Mori · S. Vegas |                            | J. Salas · O. Martínez · N. Vikonis · S. Ormeño · G. Corral |                                                                  |                                                                  |
| Puebla avanza a los cuartos de final |                                               |                            |                                                             |                                                                  |                                                                  |

#### Tigres - Toluca
| 22 de noviembre de 2020              | Tigres             | 2:1 (2:0) | Toluca      | Estadio Universitario, San Nicolás de los Garza                 |                                                                 |
| 19:00 (UTC -6)                       | A. Gignac 35', 38' | Reporte   | H.Ayala 52' | Asistencia: 0 espectadores Árbitro(s): Fernando Hernández Gómez | Asistencia: 0 espectadores Árbitro(s): Fernando Hernández Gómez |
| Tigres avanza a los cuartos de final |                    |           |             |                                                                 |                                                                 |

#### Guadalajara - Necaxa
| 21 de noviembre de 2020                   | Guadalajara   | 1:0 (0:0) | Necaxa | Estadio Akron, Guadalajara                                           |                                                                      |
| 21:10 (UTC -6)                            | J. Angulo 52' | Reporte   |        | Asistencia: 0 espectadores Árbitro(s): César Arturo Ramos Palazuelos | Asistencia: 0 espectadores Árbitro(s): César Arturo Ramos Palazuelos |
| Guadalajara avanza a los cuartos de final |               |           |        |                                                                      |                                                                      |

#### Santos Laguna - Pachuca
| 21 de noviembre de 2020               | Santos Laguna | 0:3 (0:1) | Pachuca                                            | Estadio Corona, Torreón                                         |                                                                 |
| 19:00 (UTC -6)                        |               | Reporte   | V. Guzmán 36' · Ó. Murillo 55' · R. de la Rosa 85' | Asistencia: 0 espectadores Árbitro(s): Marco Antonio Ortiz Nava | Asistencia: 0 espectadores Árbitro(s): Marco Antonio Ortiz Nava |
| Pachuca avanza a los cuartos de final |               |           |                                                    |                                                                 |                                                                 |

### Cuartos de final

#### León - Puebla
| 25 de noviembre de 2020 | Puebla                            | 2:1 (2:1) | León        | Estadio Cuauhtémoc, Puebla                                        |                                                                   |
| 19:00 (UTC -6)          | O. Fernández 1' · A. Mosquera 37' | Reporte   | Á. Mena 43' | Asistencia: 0 espectadores Árbitro(s): Erick Yair Miranda Galindo | Asistencia: 0 espectadores Árbitro(s): Erick Yair Miranda Galindo |

| 28 de noviembre de 2020       | León                     | 2:0 (2:0) (Global 3:2) | Puebla | Estadio León, León                                                   |                                                                      |
| 19:10 (UTC -6)                | M. Perg 5' · Á. Mena 30' | Reporte                |        | Asistencia: 0 espectadores Árbitro(s): César Arturo Ramos Palazuelos | Asistencia: 0 espectadores Árbitro(s): César Arturo Ramos Palazuelos |
| León avanza a las semifinales |                          |                        |        |                                                                      |                                                                      |

#### UNAM - Pachuca
| 26 de noviembre de 2020 | Pachuca | 0:1 (0:1) | UNAM          | Estadio Hidalgo, Pachuca                                      |                                                               |
| 21:06 (UTC -6)          |         | Reporte   | 7' F. Álvarez | Asistencia: 0 espectadores Árbitro(s): Eduardo Galván Basulto | Asistencia: 0 espectadores Árbitro(s): Eduardo Galván Basulto |

| 29 de noviembre de 2020       | UNAM | 0:0 (Global 1:0) | Pachuca | Estadio Olímpico Universitario, Ciudad de México                |                                                                 |
| 12:00 (UTC -6)                |      | Reporte          |         | Asistencia: 0 espectadores Árbitro(s): Fernando Hernández Gómez | Asistencia: 0 espectadores Árbitro(s): Fernando Hernández Gómez |
| UNAM avanza a las semifinales |      |                  |         |                                                                 |                                                                 |

#### América - Guadalajara
| 25 de noviembre de 2020 | Guadalajara       | 1:0 (0:0) | América | Estadio Akron, Guadalajara                                            |                                                                       |
| 21:06 (UTC -6)          | C. Calderón 80' · | Reporte   |         | Asistencia: 3,700 espectadores Árbitro(s): Jorge Isaac Rojas Castillo | Asistencia: 3,700 espectadores Árbitro(s): Jorge Isaac Rojas Castillo |

| 28 de noviembre de 2020              | América       | 1:2 (0:1) (Global 1:3) | Guadalajara         | Estadio Azteca, Ciudad de México                                 |                                                                  |
| 21:06 (UTC -6)                       | H. Martín 75' | Reporte                | 31' 72' C. Calderón | Asistencia: 0 espectadores Árbitro(s): Jorge Antonio Pérez Durán | Asistencia: 0 espectadores Árbitro(s): Jorge Antonio Pérez Durán |
| Guadalajara avanza a las semifinales |               |                        |                     |                                                                  |                                                                  |

#### Cruz Azul - Tigres
| 26 de noviembre de 2020 | Tigres         | 1:3 (0:1) | Cruz Azul                                       | Estadio Universitario, San Nicolás de los Garza             |                                                             |
| 19:00 (UTC -6)          | G. Pizarro 46' | Reporte   | J. Escobar 30' · J. Rodríguez 54' · L. Romo 71' | Asistencia: 0 espectadores Árbitro(s): Diego Montaño Robles | Asistencia: 0 espectadores Árbitro(s): Diego Montaño Robles |

| 29 de noviembre de 2020            | Cruz Azul | 0:1 (0:0) (Global 3:2) | Tigres          | Estadio Azteca, Ciudad de México                                |                                                                 |
| 18:30 (UTC -6)                     |           | Reporte                | 82' L. Quiñones | Asistencia: 0 espectadores Árbitro(s): Marco Antonio Ortiz Nava | Asistencia: 0 espectadores Árbitro(s): Marco Antonio Ortiz Nava |
| Cruz Azul avanza a las semifinales |           |                        |                 |                                                                 |                                                                 |

### Semifinales

#### León - Guadalajara
| 2 de diciembre de 2020 | Guadalajara     | 1:1 (0:1) | León           | Estadio Akron, Guadalajara                                      |                                                                 |
| 21:05 (UTC -6)         | J.J. Macías 52' | Reporte   | 38' F. Navarro | Asistencia: 0 espectadores Árbitro(s): Marco Antonio Ortiz Nava | Asistencia: 0 espectadores Árbitro(s): Marco Antonio Ortiz Nava |

| 5 de diciembre de 2020 | León            | 1:0 (1:0) (Global 2:1) | Guadalajara | Estadio León, León                                          |                                                             |
| 21:00 (UTC -6)         | J. Campbell 18' | Reporte                |             | Asistencia: 0 espectadores Árbitro(s): Diego Montaño Robles | Asistencia: 0 espectadores Árbitro(s): Diego Montaño Robles |
| León avanza a la final |                 |                        |             |                                                             |                                                             |

#### UNAM - Cruz Azul
| 3 de diciembre de 2020 | Cruz Azul                                       | 4:0 (3:0) | UNAM | Estadio Azteca, Ciudad de México                                  |                                                                   |
| 21:00 (UTC -6)         | R. Alvarado 2' · R. Baca 8' · L. Romo 13' 90+5' | Reporte   |      | Asistencia: 0 espectadores Árbitro(s): Jorge Isaac Rojas Castillo | Asistencia: 0 espectadores Árbitro(s): Jorge Isaac Rojas Castillo |

| 6 de diciembre de 2020                                         | UNAM                                                  | 4:0 (3:0) (Global 4:4) | Cruz Azul | Estadio Olímpico Universitario, Ciudad de México                     |                                                                      |
| 18:30 (UTC -6)                                                 | J. Dinenno 3' 37' · C. González 41' · J. P. Vigón 89' | Reporte                |           | Asistencia: 0 espectadores Árbitro(s): César Arturo Ramos Palazuelos | Asistencia: 0 espectadores Árbitro(s): César Arturo Ramos Palazuelos |
| UNAM avanza a la final por mejor posición de la tabla general. |                                                       |                        |           |                                                                      |                                                                      |

### Final

#### León - UNAM
| 10 de diciembre de 2020 | UNAM            | 1:1 (0:0) | León             | Estadio Olímpico Universitario, Ciudad de México                |                                                                 |
| 21:00 (UTC -6)          | C. González 71' | Reporte   | 88' E. Gigliotti | Asistencia: 0 espectadores Árbitro(s): Fernando Hernández Gómez | Asistencia: 0 espectadores Árbitro(s): Fernando Hernández Gómez |

| 13 de diciembre de 2020                 | León                             | 2:0 (1:0) (Global 3:1) | UNAM | Estadio León, León                                               |                                                                  |
| 20:30 (UTC -6)                          | E. Gigliotti 11' · Y. Moreno 83' | Reporte                |      | Asistencia: 0 espectadores Árbitro(s): Jorge Antonio Pérez Durán | Asistencia: 0 espectadores Árbitro(s): Jorge Antonio Pérez Durán |
| León campeón del Torneo Guard1anes 2020 |                                  |                        |      |                                                                  |                                                                  |

##### Final - Ida
| 20    | POR   | Julio González    |     |
| 2     | DEF   | Alan Mozo         |     |
| 3     | DEF   | Alejandro Mayorga |     |
| 5     | DEF   | Johan Vásquez     |     |
| 23    | DEF   | Nicolás Freire    |     |
| 8     | MED   | Andrés Iniestra   |     |
| 17    | MED   | Leonel López      | 77' |
| 22    | MED   | Juan Pablo Vigón  |     |
| 9     | DEL   | Juan Dinenno      |     |
| 11    | DEL   | Juan Iturbe       | 52' |
| 32    | DEL   | Carlos González   | 85' |
| D. T. | D. T. | Andrés Lillini    |     |

| 30    | POR   | Rodolfo Cota     |       |
| 4     | DEF   | Andrés Mosquera  |       |
| 5     | DEF   | Fernando Navarro | 90+2' |
| 6     | DEF   | William Tesillo  |       |
| 21    | DEF   | Stiven Barreiro  |       |
| 8     | MED   | Iván Rodríguez   | 67'   |
| 10    | MED   | Luis Montes      |       |
| 13    | MED   | Ángel Mena       |       |
| 16    | MED   | Jean Meneses     | 83'   |
| 18    | MED   | Pedro Aquino     |       |
| 12    | DEL   | Joel Campbell    | 45'   |
| D. T. | D. T. | Ignacio Ambriz   |       |

| 14  | Centrocampista | Carlos Gutiérrez   | 52' |
| 212 | Centrocampista | Erik Lira          | 77' |
| 16  | Defensa        | Jerónimo Rodríguez | 85' |

| 20 | Delantero      | Emmanuel Gigliotti | 45'   |
| 28 | Centrocampista | David Ramírez      | 67'   |
| 35 | Defensa        | Ignacio González   | 83'   |
| 14 | Delantero      | Jesús Godínez      | 90+2' |

| 71' | Carlos González | 1:0 |

| 88' | Emmanuel Gigliotti | 1:1 |

| 64' · 90+3' | Carlos González Andrés Iniestra |

| 64' | Stiven Barreiro |

| 80' | Stiven Barreiro |

| Principal  | Fernando Hernández Gómez         |
| Asistentes | Christian Kiabek Espinosa Zavala |
|            | Enrique Isaac Bustos Días        |
| Cuarto     | Jorge Isaac Rojas Castillo       |

|                    |     |     |
| Tiros              | 14  | 9   |
| Tiros a puerta     | 4   | 2   |
| Faltas             | 19  | 11  |
| Saques de esquina  | 3   | 2   |
| Penaltis           | 0   | 0   |
| Fueras de juego    | 1   | 3   |
| Posesión del balón | 46% | 54% |

| Alineación inicial |

| 20    | POR   | Julio González    |     |
| 2     | DEF   | Alan Mozo         |     |
| 3     | DEF   | Alejandro Mayorga |     |
| 5     | DEF   | Johan Vásquez     |     |
| 23    | DEF   | Nicolás Freire    |     |
| 8     | MED   | Andrés Iniestra   |     |
| 17    | MED   | Leonel López      | 77' |
| 22    | MED   | Juan Pablo Vigón  |     |
| 9     | DEL   | Juan Dinenno      |     |
| 11    | DEL   | Juan Iturbe       | 52' |
| 32    | DEL   | Carlos González   | 85' |
| D. T. | D. T. | Andrés Lillini    |     |

| 30    | POR   | Rodolfo Cota     |       |
| 4     | DEF   | Andrés Mosquera  |       |
| 5     | DEF   | Fernando Navarro | 90+2' |
| 6     | DEF   | William Tesillo  |       |
| 21    | DEF   | Stiven Barreiro  |       |
| 8     | MED   | Iván Rodríguez   | 67'   |
| 10    | MED   | Luis Montes      |       |
| 13    | MED   | Ángel Mena       |       |
| 16    | MED   | Jean Meneses     | 83'   |
| 18    | MED   | Pedro Aquino     |       |
| 12    | DEL   | Joel Campbell    | 45'   |
| D. T. | D. T. | Ignacio Ambriz   |       |

| 14  | Centrocampista | Carlos Gutiérrez   | 52' |
| 212 | Centrocampista | Erik Lira          | 77' |
| 16  | Defensa        | Jerónimo Rodríguez | 85' |

| 20 | Delantero      | Emmanuel Gigliotti | 45'   |
| 28 | Centrocampista | David Ramírez      | 67'   |
| 35 | Defensa        | Ignacio González   | 83'   |
| 14 | Delantero      | Jesús Godínez      | 90+2' |

| 71' | Carlos González | 1:0 |

| 88' | Emmanuel Gigliotti | 1:1 |

| 64' · 90+3' | Carlos González Andrés Iniestra |

| 64' | Stiven Barreiro |

| 80' | Stiven Barreiro |

| Principal  | Fernando Hernández Gómez         |
| Asistentes | Christian Kiabek Espinosa Zavala |
|            | Enrique Isaac Bustos Días        |
| Cuarto     | Jorge Isaac Rojas Castillo       |

|                    |     |     |
| Tiros              | 14  | 9   |
| Tiros a puerta     | 4   | 2   |
| Faltas             | 19  | 11  |
| Saques de esquina  | 3   | 2   |
| Penaltis           | 0   | 0   |
| Fueras de juego    | 1   | 3   |
| Posesión del balón | 46% | 54% |

| Alineación inicial |

| 20    | POR   | Julio González    |     |
| 2     | DEF   | Alan Mozo         |     |
| 3     | DEF   | Alejandro Mayorga |     |
| 5     | DEF   | Johan Vásquez     |     |
| 23    | DEF   | Nicolás Freire    |     |
| 8     | MED   | Andrés Iniestra   |     |
| 17    | MED   | Leonel López      | 77' |
| 22    | MED   | Juan Pablo Vigón  |     |
| 9     | DEL   | Juan Dinenno      |     |
| 11    | DEL   | Juan Iturbe       | 52' |
| 32    | DEL   | Carlos González   | 85' |
| D. T. | D. T. | Andrés Lillini    |     |

| 30    | POR   | Rodolfo Cota     |       |
| 4     | DEF   | Andrés Mosquera  |       |
| 5     | DEF   | Fernando Navarro | 90+2' |
| 6     | DEF   | William Tesillo  |       |
| 21    | DEF   | Stiven Barreiro  |       |
| 8     | MED   | Iván Rodríguez   | 67'   |
| 10    | MED   | Luis Montes      |       |
| 13    | MED   | Ángel Mena       |       |
| 16    | MED   | Jean Meneses     | 83'   |
| 18    | MED   | Pedro Aquino     |       |
| 12    | DEL   | Joel Campbell    | 45'   |
| D. T. | D. T. | Ignacio Ambriz   |       |

| 14  | Centrocampista | Carlos Gutiérrez   | 52' |
| 212 | Centrocampista | Erik Lira          | 77' |
| 16  | Defensa        | Jerónimo Rodríguez | 85' |

| 20 | Delantero      | Emmanuel Gigliotti | 45'   |
| 28 | Centrocampista | David Ramírez      | 67'   |
| 35 | Defensa        | Ignacio González   | 83'   |
| 14 | Delantero      | Jesús Godínez      | 90+2' |

| 71' | Carlos González | 1:0 |

| 88' | Emmanuel Gigliotti | 1:1 |

| 64' · 90+3' | Carlos González Andrés Iniestra |

| 64' | Stiven Barreiro |

| 80' | Stiven Barreiro |

| Principal  | Fernando Hernández Gómez         |
| Asistentes | Christian Kiabek Espinosa Zavala |
|            | Enrique Isaac Bustos Días        |
| Cuarto     | Jorge Isaac Rojas Castillo       |

|                    |     |     |
| Tiros              | 14  | 9   |
| Tiros a puerta     | 4   | 2   |
| Faltas             | 19  | 11  |
| Saques de esquina  | 3   | 2   |
| Penaltis           | 0   | 0   |
| Fueras de juego    | 1   | 3   |
| Posesión del balón | 46% | 54% |

| Alineación inicial |

| 20    | POR   | Julio González    |     |
| 2     | DEF   | Alan Mozo         |     |
| 3     | DEF   | Alejandro Mayorga |     |
| 5     | DEF   | Johan Vásquez     |     |
| 23    | DEF   | Nicolás Freire    |     |
| 8     | MED   | Andrés Iniestra   |     |
| 17    | MED   | Leonel López      | 77' |
| 22    | MED   | Juan Pablo Vigón  |     |
| 9     | DEL   | Juan Dinenno      |     |
| 11    | DEL   | Juan Iturbe       | 52' |
| 32    | DEL   | Carlos González   | 85' |
| D. T. | D. T. | Andrés Lillini    |     |

| 30    | POR   | Rodolfo Cota     |       |
| 4     | DEF   | Andrés Mosquera  |       |
| 5     | DEF   | Fernando Navarro | 90+2' |
| 6     | DEF   | William Tesillo  |       |
| 21    | DEF   | Stiven Barreiro  |       |
| 8     | MED   | Iván Rodríguez   | 67'   |
| 10    | MED   | Luis Montes      |       |
| 13    | MED   | Ángel Mena       |       |
| 16    | MED   | Jean Meneses     | 83'   |
| 18    | MED   | Pedro Aquino     |       |
| 12    | DEL   | Joel Campbell    | 45'   |
| D. T. | D. T. | Ignacio Ambriz   |       |

| 14  | Centrocampista | Carlos Gutiérrez   | 52' |
| 212 | Centrocampista | Erik Lira          | 77' |
| 16  | Defensa        | Jerónimo Rodríguez | 85' |

| 20 | Delantero      | Emmanuel Gigliotti | 45'   |
| 28 | Centrocampista | David Ramírez      | 67'   |
| 35 | Defensa        | Ignacio González   | 83'   |
| 14 | Delantero      | Jesús Godínez      | 90+2' |

| 71' | Carlos González | 1:0 |

| 88' | Emmanuel Gigliotti | 1:1 |

| 64' · 90+3' | Carlos González Andrés Iniestra |

| 64' | Stiven Barreiro |

| 80' | Stiven Barreiro |

| Principal  | Fernando Hernández Gómez         |
| Asistentes | Christian Kiabek Espinosa Zavala |
|            | Enrique Isaac Bustos Días        |
| Cuarto     | Jorge Isaac Rojas Castillo       |

|                    |     |     |
| Tiros              | 14  | 9   |
| Tiros a puerta     | 4   | 2   |
| Faltas             | 19  | 11  |
| Saques de esquina  | 3   | 2   |
| Penaltis           | 0   | 0   |
| Fueras de juego    | 1   | 3   |
| Posesión del balón | 46% | 54% |

| Alineación inicial |

##### Final - Vuelta
| 30    | POR   | Rodolfo Cota       |     |
| 4     | DEF   | Andrés Mosquera    |     |
| 5     | DEF   | Fernando Navarro   | 86' |
| 6     | DEF   | William Tesillo    |     |
| 35    | DEF   | Ignacio González   |     |
| 10    | MED   | Luis Montes        |     |
| 13    | MED   | Ángel Mena         | 14' |
| 16    | MED   | Jean Meneses       | 79' |
| 18    | MED   | Pedro Aquino       |     |
| 28    | MED   | David Ramírez      |     |
| 20    | DEL   | Emmanuel Gigliotti | 86' |
| D. T. | D. T. | Ignacio Ambriz     |     |

| 1     | POR   | Alfredo Talavera  |     |
| 2     | DEF   | Alan Mozo         |     |
| 3     | DEF   | Alejandro Mayorga |     |
| 5     | DEF   | Johan Vásquez     | 58' |
| 23    | DEF   | Nicolás Freire    |     |
| 8     | MED   | Andrés Iniestra   |     |
| 14    | MED   | Carlos Gutiérrez  | 38' |
| 17    | MED   | Leonel López      | 69' |
| 22    | MED   | Juan Pablo Vigón  |     |
| 9     | DEL   | Juan Dinenno      |     |
| 32    | DEL   | Carlos González   |     |
| D. T. | D. T. | Andrés Lillini    |     |

| 12 | Delantero      | Joel Campbell 79' | 14' |
| 11 | Centrocampista | Yairo Moreno      | 79' |
| 8  | Centrocampista | Iván Rodríguez    | 79' |
| 19 | Delantero      | Nicolás Sosa      | 86' |
| 14 | Delantero      | Jesús Godínez     | 86' |

| 11  | Centrocampista | Juan Iturbe   | 38' |
| 10  | Centrocampista | Favio Álvarez | 58' |
| 212 | Centrocampista | Erik Lira     | 69' |

| 11' · 82' | Emanuel Gigliotti Yairo Moreno | 1:0 2:0 |

| 60' · 74' | Andrés Mosquera Joel Campbell |

| 28' · 45+3' · 61' | Alan Mozo Nicolás Freire Favio Álvarez |

| Principal  | Jorge Antonio Pérez Durán        |
| Asistentes | Michel Alejandro Morales Morales |
|            | Karen Janett Díaz Medina         |
| Cuarto     | Diego Montaño Robles             |

|                    |     |     |
| Tiros              | 9   | 9   |
| Tiros a puerta     | 4   | 4   |
| Faltas             | 14  | 18  |
| Saques de esquina  | 1   | 6   |
| Penaltis           | 0   | 0   |
| Fueras de juego    | 2   | 0   |
| Posesión del balón | 40% | 60% |

| Alineación inicial |

| 30    | POR   | Rodolfo Cota       |     |
| 4     | DEF   | Andrés Mosquera    |     |
| 5     | DEF   | Fernando Navarro   | 86' |
| 6     | DEF   | William Tesillo    |     |
| 35    | DEF   | Ignacio González   |     |
| 10    | MED   | Luis Montes        |     |
| 13    | MED   | Ángel Mena         | 14' |
| 16    | MED   | Jean Meneses       | 79' |
| 18    | MED   | Pedro Aquino       |     |
| 28    | MED   | David Ramírez      |     |
| 20    | DEL   | Emmanuel Gigliotti | 86' |
| D. T. | D. T. | Ignacio Ambriz     |     |

| 1     | POR   | Alfredo Talavera  |     |
| 2     | DEF   | Alan Mozo         |     |
| 3     | DEF   | Alejandro Mayorga |     |
| 5     | DEF   | Johan Vásquez     | 58' |
| 23    | DEF   | Nicolás Freire    |     |
| 8     | MED   | Andrés Iniestra   |     |
| 14    | MED   | Carlos Gutiérrez  | 38' |
| 17    | MED   | Leonel López      | 69' |
| 22    | MED   | Juan Pablo Vigón  |     |
| 9     | DEL   | Juan Dinenno      |     |
| 32    | DEL   | Carlos González   |     |
| D. T. | D. T. | Andrés Lillini    |     |

| 12 | Delantero      | Joel Campbell 79' | 14' |
| 11 | Centrocampista | Yairo Moreno      | 79' |
| 8  | Centrocampista | Iván Rodríguez    | 79' |
| 19 | Delantero      | Nicolás Sosa      | 86' |
| 14 | Delantero      | Jesús Godínez     | 86' |

| 11  | Centrocampista | Juan Iturbe   | 38' |
| 10  | Centrocampista | Favio Álvarez | 58' |
| 212 | Centrocampista | Erik Lira     | 69' |

| 11' · 82' | Emanuel Gigliotti Yairo Moreno | 1:0 2:0 |

| 60' · 74' | Andrés Mosquera Joel Campbell |

| 28' · 45+3' · 61' | Alan Mozo Nicolás Freire Favio Álvarez |

| Principal  | Jorge Antonio Pérez Durán        |
| Asistentes | Michel Alejandro Morales Morales |
|            | Karen Janett Díaz Medina         |
| Cuarto     | Diego Montaño Robles             |

|                    |     |     |
| Tiros              | 9   | 9   |
| Tiros a puerta     | 4   | 4   |
| Faltas             | 14  | 18  |
| Saques de esquina  | 1   | 6   |
| Penaltis           | 0   | 0   |
| Fueras de juego    | 2   | 0   |
| Posesión del balón | 40% | 60% |

| Alineación inicial |

| 30    | POR   | Rodolfo Cota       |     |
| 4     | DEF   | Andrés Mosquera    |     |
| 5     | DEF   | Fernando Navarro   | 86' |
| 6     | DEF   | William Tesillo    |     |
| 35    | DEF   | Ignacio González   |     |
| 10    | MED   | Luis Montes        |     |
| 13    | MED   | Ángel Mena         | 14' |
| 16    | MED   | Jean Meneses       | 79' |
| 18    | MED   | Pedro Aquino       |     |
| 28    | MED   | David Ramírez      |     |
| 20    | DEL   | Emmanuel Gigliotti | 86' |
| D. T. | D. T. | Ignacio Ambriz     |     |

| 1     | POR   | Alfredo Talavera  |     |
| 2     | DEF   | Alan Mozo         |     |
| 3     | DEF   | Alejandro Mayorga |     |
| 5     | DEF   | Johan Vásquez     | 58' |
| 23    | DEF   | Nicolás Freire    |     |
| 8     | MED   | Andrés Iniestra   |     |
| 14    | MED   | Carlos Gutiérrez  | 38' |
| 17    | MED   | Leonel López      | 69' |
| 22    | MED   | Juan Pablo Vigón  |     |
| 9     | DEL   | Juan Dinenno      |     |
| 32    | DEL   | Carlos González   |     |
| D. T. | D. T. | Andrés Lillini    |     |

| 12 | Delantero      | Joel Campbell 79' | 14' |
| 11 | Centrocampista | Yairo Moreno      | 79' |
| 8  | Centrocampista | Iván Rodríguez    | 79' |
| 19 | Delantero      | Nicolás Sosa      | 86' |
| 14 | Delantero      | Jesús Godínez     | 86' |

| 11  | Centrocampista | Juan Iturbe   | 38' |
| 10  | Centrocampista | Favio Álvarez | 58' |
| 212 | Centrocampista | Erik Lira     | 69' |

| 11' · 82' | Emanuel Gigliotti Yairo Moreno | 1:0 2:0 |

| 60' · 74' | Andrés Mosquera Joel Campbell |

| 28' · 45+3' · 61' | Alan Mozo Nicolás Freire Favio Álvarez |

| Principal  | Jorge Antonio Pérez Durán        |
| Asistentes | Michel Alejandro Morales Morales |
|            | Karen Janett Díaz Medina         |
| Cuarto     | Diego Montaño Robles             |

|                    |     |     |
| Tiros              | 9   | 9   |
| Tiros a puerta     | 4   | 4   |
| Faltas             | 14  | 18  |
| Saques de esquina  | 1   | 6   |
| Penaltis           | 0   | 0   |
| Fueras de juego    | 2   | 0   |
| Posesión del balón | 40% | 60% |

| Alineación inicial |

| 30    | POR   | Rodolfo Cota       |     |
| 4     | DEF   | Andrés Mosquera    |     |
| 5     | DEF   | Fernando Navarro   | 86' |
| 6     | DEF   | William Tesillo    |     |
| 35    | DEF   | Ignacio González   |     |
| 10    | MED   | Luis Montes        |     |
| 13    | MED   | Ángel Mena         | 14' |
| 16    | MED   | Jean Meneses       | 79' |
| 18    | MED   | Pedro Aquino       |     |
| 28    | MED   | David Ramírez      |     |
| 20    | DEL   | Emmanuel Gigliotti | 86' |
| D. T. | D. T. | Ignacio Ambriz     |     |

| 1     | POR   | Alfredo Talavera  |     |
| 2     | DEF   | Alan Mozo         |     |
| 3     | DEF   | Alejandro Mayorga |     |
| 5     | DEF   | Johan Vásquez     | 58' |
| 23    | DEF   | Nicolás Freire    |     |
| 8     | MED   | Andrés Iniestra   |     |
| 14    | MED   | Carlos Gutiérrez  | 38' |
| 17    | MED   | Leonel López      | 69' |
| 22    | MED   | Juan Pablo Vigón  |     |
| 9     | DEL   | Juan Dinenno      |     |
| 32    | DEL   | Carlos González   |     |
| D. T. | D. T. | Andrés Lillini    |     |

| 12 | Delantero      | Joel Campbell 79' | 14' |
| 11 | Centrocampista | Yairo Moreno      | 79' |
| 8  | Centrocampista | Iván Rodríguez    | 79' |
| 19 | Delantero      | Nicolás Sosa      | 86' |
| 14 | Delantero      | Jesús Godínez     | 86' |

| 11  | Centrocampista | Juan Iturbe   | 38' |
| 10  | Centrocampista | Favio Álvarez | 58' |
| 212 | Centrocampista | Erik Lira     | 69' |

| 11' · 82' | Emanuel Gigliotti Yairo Moreno | 1:0 2:0 |

| 60' · 74' | Andrés Mosquera Joel Campbell |

| 28' · 45+3' · 61' | Alan Mozo Nicolás Freire Favio Álvarez |

| Principal  | Jorge Antonio Pérez Durán        |
| Asistentes | Michel Alejandro Morales Morales |
|            | Karen Janett Díaz Medina         |
| Cuarto     | Diego Montaño Robles             |

|                    |     |     |
| Tiros              | 9   | 9   |
| Tiros a puerta     | 4   | 4   |
| Faltas             | 14  | 18  |
| Saques de esquina  | 1   | 6   |
| Penaltis           | 0   | 0   |
| Fueras de juego    | 2   | 0   |
| Posesión del balón | 40% | 60% |

| Alineación inicial |

| Campeón Guard1anes 2020 |
| ----------------------- |
|                         |
| León                    |
| 8.º Título              |

## Estadísticas

### Clasificación juego limpio
- Datos según la página oficial.
- Fecha de actualización: 8 de noviembre de 2020

| Lugar                                | Club                                 |          |          |          | Puntos   |
| ------------------------------------ | ------------------------------------ | -------- | -------- | -------- | -------- |
| 1                                    | Cruz Azul                            | 27       | 1        | 0        | 30       |
| 2                                    | León                                 | 27       | 1        | 2        | 36       |
| 3                                    | Santos                               | 27       | 2        | 1        | 36       |
| 4                                    | Guadalajara                          | 29       | 2        | 1        | 38       |
| 5                                    | América                              | 30       | 3        | 0        | 39       |
| 6                                    | Tigres                               | 31       | 3        | 0        | 40       |
| 7                                    | Tijuana                              | 38       | 1        | 0        | 41       |
| 8                                    | Toluca                               | 42       | 0        | 0        | 42       |
| 9                                    | Puebla                               | 33       | 1        | 2        | 42       |
| 10                                   | Querétaro                            | 32       | 2        | 2        | 44       |
| 11                                   | Juárez                               | 30       | 1        | 4        | 45       |
| 12                                   | Monterrey                            | 34       | 2        | 2        | 46       |
| 13                                   | Mazatlán                             | 34       | 2        | 3        | 49       |
| 14                                   | Atlético de San Luis                 | 41       | 3        | 0        | 50       |
| 15                                   | Pachuca                              | 39       | 1        | 3        | 51       |
| 16                                   | Atlas                                | 36       | 1        | 4        | 51       |
| 17                                   | Necaxa                               | 44       | 0        | 3        | 53       |
| 18                                   | UNAM                                 | 40       | 3        | 2        | 55       |
| Primera Tarjeta Amarilla             | Primera Tarjeta Amarilla             | 1 punto  | 1 punto  | 1 punto  | 1 punto  |
| Segunda Tarjeta Amarilla y Expulsión | Segunda Tarjeta Amarilla y Expulsión | 3 puntos | 3 puntos | 3 puntos | 3 puntos |
| Tarjeta Roja Directa                 | Tarjeta Roja Directa                 | 3 puntos | 3 puntos | 3 puntos | 3 puntos |

### Máximos goleadores
Lista con los máximos goleadores del torneo.
- Datos según la página oficial.

Fecha de actualización: 8 de noviembre de 2020
| Posición | Jugador                | Club      | Goles | Min. | Frec.  |
| -------- | ---------------------- | --------- | ----- | ---- | ------ |
| 1°       | Jonathan Rodríguez     | Cruz Azul | 12    | 1393 | 116.08 |
| 2º       | André-Pierre Gignac    | Tigres    | 11    | 1529 | 139    |
| 3º       | Juan Ignacio Dinenno   | UNAM      | 10    | 1423 | 166.63 |
| =        | Dario Lezcano          | Juárez    | 10    | 1222 | 122.2  |
| 5º       | Camilo Sanvezzo        | Mazatlán  | 8     | 673  | 84.13  |
| 6º       | Ángel Mena             | León      | 7     | 1253 | 179    |
| =        | Henry Martín           | América   | 7     | 1187 | 169.57 |
| 8°       | Federico Viñas         | América   | 6     | 1098 | 183    |
| =        | Rogelio Funes Mori     | Monterrey | 6     | 1323 | 220.5  |
| =        | Nicolás Federico López | Tigres    | 6     | 396  | 62.83  |
| =        | Alexis Canelo          | Toluca    | 6     | 911  | 151.83 |
| =        | Santiago Ormeño        | Puebla    | 7     | 841  | 140.17 |
| =        | Hugo Silveira          | Querétaro | 6     | 804  | 134    |

#### Tripletes o más
| Jugador         | Local                | Resultado | Visita               | Goles       | Fecha           | Jornada |
| --------------- | -------------------- | --------- | -------------------- | ----------- | --------------- | ------- |
| Víctor Dávila   | Pachuca              | 3 - 1     | Atlético de San Luis | 17' 31' 61' | 3 de septiembre | 8       |
| Camilo Sanvezzo | Atlético de San Luis | 0 - 5     | Mazatlán             | 11' 17' 41' | 29 de octubre   | 16      |

### Máximos asistentes
Lista con los máximos asistentes del torneo
- Datos según SoccerWay.

Fecha de actualización: 8 de noviembre de 2020
| Pos. | Jugador          | Equipo      | Asistencia |      |
| ---- | ---------------- | ----------- | ---------- | ---- |
| 1º   | Martín Rodríguez | Mazatlán    | 0          | 1227 |
| 2º   | Luis Romo        | Cruz Azul   | 5          | 1413 |
| =    | Omar Fernández   | Puebla      | 5          | 1225 |
| =    | Ángel Mena       | León        | 5          | 1260 |
| =    | David Cabrera    | Necaxa      | 5          | 1305 |
| =    | Alexis Vega      | Guadalajara | 5          | 952  |
| =    | Ángel Sepúlveda  | Querétaro   | 5          | 1184 |